# Moschea del Venerdì (Isfahan)
La Moschea del Venerdì di Isfahan (Persiano: مسجد جامع اصفهان – Masjid-e-Jāmeh Isfahān) è probabilmente l'espressione architettonica più importante della dominazione selgiuchide in Persia (1038-1118) e delle successive aggiunte nei secoli successivi. Dal 2012 è divenuta anche un Bene protetto dall'UNESCO.

## Storia
Nel 1051 Isfahan divenne la capitale dei selgiuchidi, giunti nel Khwarezm e nella Transoxiana dall'Asia centrale nell'XI secolo. Di fede sunnita, essi miravano alla restaurazione del califfato abbaside. La conquista di Isfahan da parte di Toghrul Beg elevò il prestigio della città, il cui nuovo status venne espresso attraverso un elaborato piano architettonico. La potenza dell'Impero selgiuchide trovò concreta manifestazione in una serie di edifici, dei quali il più importante era la moschea.
I Selgiuchidi progettarono il centro della città e la piazza in prossimità della preesistente moschea del Venerdì, il cui lato nord confinava con questi spazi. In età successive, il sovrano safavide Shah Abbas avrebbe rimpiazzato il centro originario con la sua nuova maydan (piazza), completata nel 1602, spostando il nucleo della città più a sud. Numerosi storici dell'architettura considerano la moschea del Venerdì l'epitome del periodo selgiuchide-safavide e il cuore della città pre-abbaside. Secondo gli studi il luogo era dapprima occupato dai seguaci Sasanidi di Zoroastro (ciò significa che probabilmente vi era un tempio di fuoco).
Le testimonianze storiche danno informazioni contrastanti circa le condizioni della moschea durante il periodo selgiuchide. Il rinomato geografo e storico Yaqut al-Hamawi afferma che la popolazione di Isfahan fu costretta a demolire il tempio "per mancanza di legno" nel 1051, quando la città fu conquistata da Toghrul Beg. Il resoconto di Naser-e Khosrow scrive invece che la moschea era "grande e magnificente" intorno al 1052. Quel che è certo, al di là delle discordanti versioni, è che prima della conquista selgiuchide di Isfahan esisteva già una moschea del Venerdì a pianta ipostila risalente al X secolo, edificata nel periodo Buyide. La cattura della città e i successivi tumulti, le dispute religiose (tra le correnti Hanafite e Shafi'ite) sotto Malik Shah, e incendi provocarono diversi danni alla moschea. Tale situazione comportò la necessità di ricostruire parzialmente il tempio, introducendovi nuovi elementi architettonici.
Del primo nucleo architettonico della moschea sono sopravvissute le due grandi cupole a nord e sud, mentre le restanti parti sono andate distrutte in un incendio nel XII secolo. Nel 1121 venne ricostruita e nel corso del tempo ogni sovrano diede il proprio contributo attraverso degli ampliamenti.

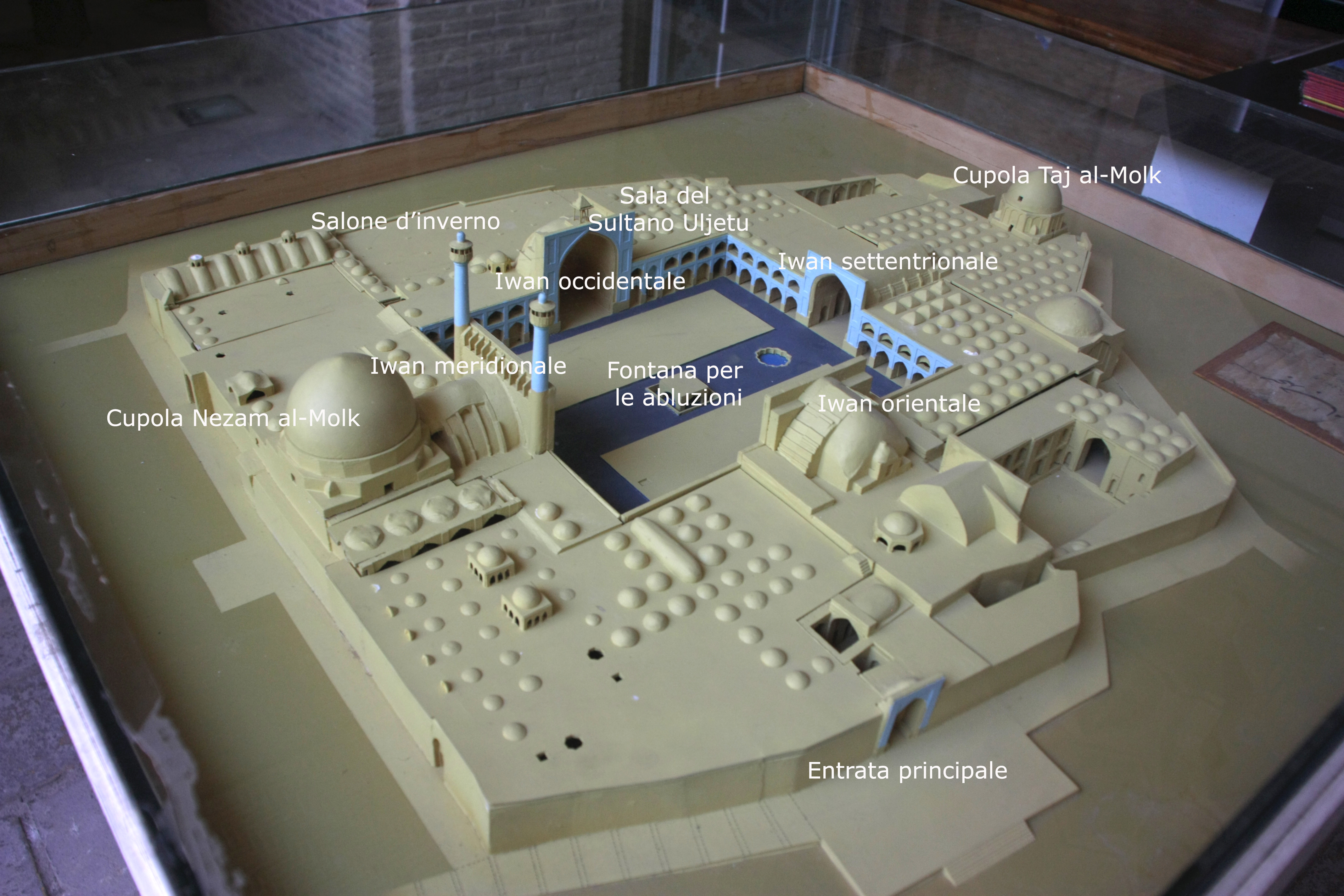
Plastico della moschea con la descrizione delle sale

(Robert Byron, La via per l'Oxiana)

## L'architettura

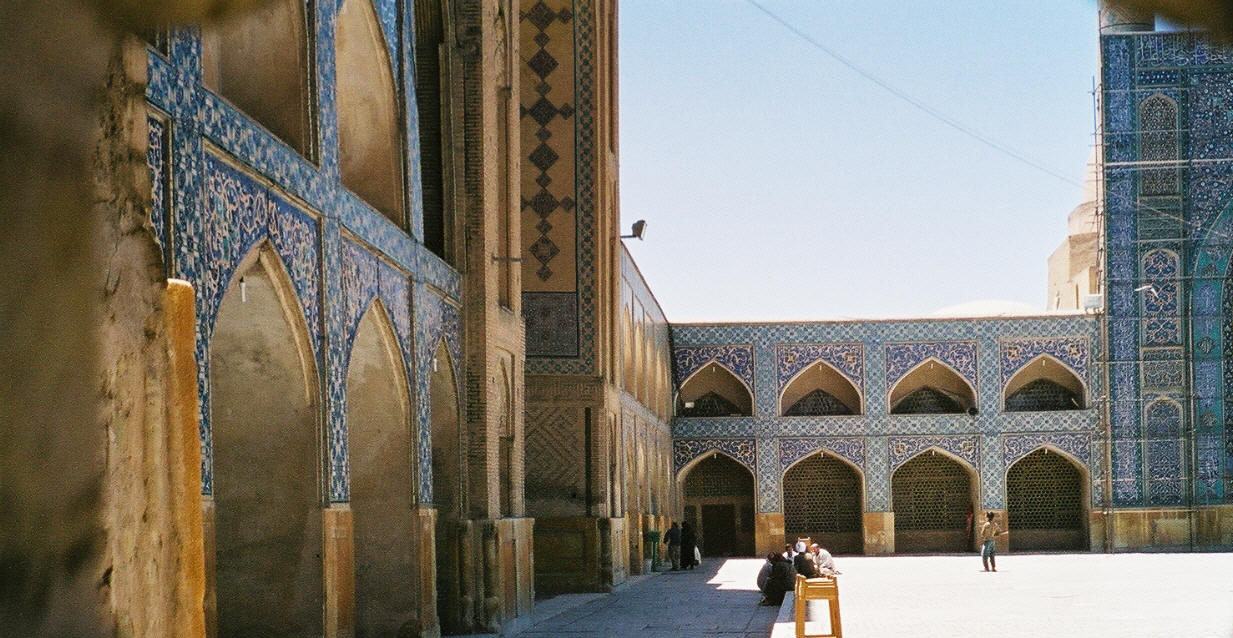
Cortile e arcate.

La pianta della moschea si evolse da quella originaria ipostila, che prevedeva un cortile interno di forma regolare (65 per 55 metri) circondato da sale di preghiera provviste di colonne a sezione circolare che sostenevano il soffitto in legno (avente 7 campate nell'ala di sud-ovest, 3 a sud-est e a nord-ovest, 5 a nord-est). Il nuovo progetto prevedeva una pianta con quattro iwan, attuata nel XII secolo con l'edificazione/aggiunta degli iwan, della sala con cupola sud-occidentale affiancata da due minareti, della sala settentrionale con cupola. Tra tutte le aggiunte e ricostruzioni successive vi è la serie di archi su due livelli intorno alla corte (datati 1447), che hanno rimpiazzato la precedente serie unificando gli elementi del cortile in un unico spazio. Al centro del cortile principale si trova una fontana per le abluzioni che ricalca il modello della Caaba al La Mecca. Anche per questa ragione i fedeli che intendevano compiere il pellegrinaggio imparavano nel cortile il complesso rituale.
Ciò che distingue in maniera immediata la moschea è la sua integrazione con il tessuto urbano attraverso i numerosi accessi che la collegano con le attività della città, sfumando i confini tra spazi cittadini e spazi religiosi. Questo risultato è anche l'esito finale del processo costruttivo e ricostruttivo verificatosi nel tempo.
La struttura si estende per oltre 20.000 m² di superficie.

### Gli ingressi

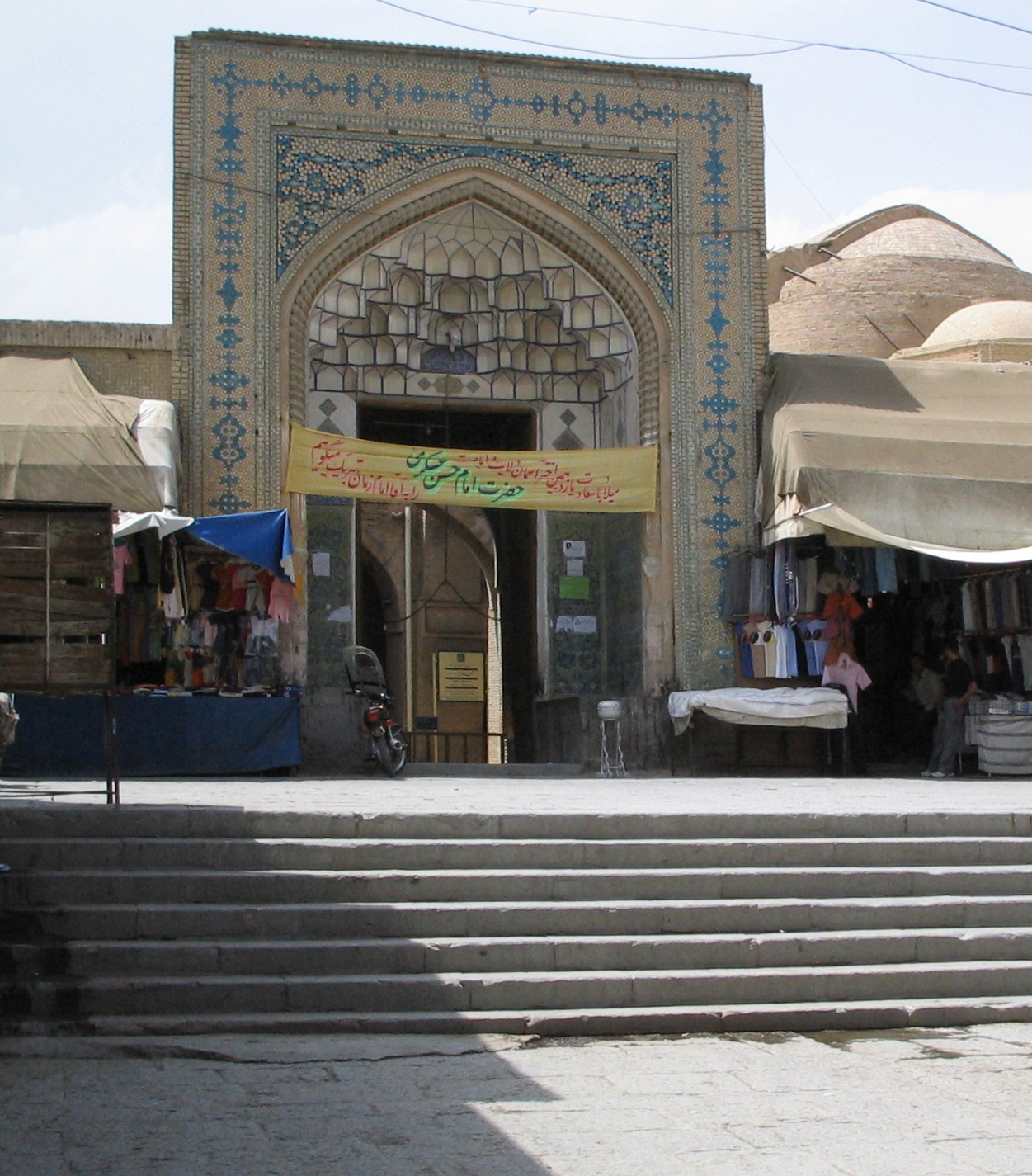
L'ingresso principale

La moschea è, come si è già detto in precedenza, strettamente collegata con il tessuto urbano, con due minareti fiancheggianti l'iwan meridionale e le grandi cupole (meridionale e settentrionale) che si stagliano nettamente sul profilo cittadino, costituendo un elemento panoramico inconfondibile. L'integrazione della moschea nella città è data dai numerosi accessi che si aprono lungo le mura che la delimitano, comuni peraltro a molti edifici estranei ad essa. Il cancello di ingresso alla moschea (la cui data di costruzione è incerta) è collocato sul lato sud-orientale. Esso venne restaurato nel 1804. Un'iscrizione posta negli spazi che conducono alla madrasa, nella parte sud-orientale del complesso menziona il sultano Muzaffaride Mahmud (che regnò ad Isfahan tra il 1358 e il 1374). Molti storici sostengono che questa era la porta principale durante il XIV secolo, in sostituzione di un ingresso non più esistente. La porta introduce alla parte superiore del muro orientale, nei pressi dell'angolo di sud-est.
Dalla parte opposta, a sud-ovest, un'altra porta, ancora utilizzata, datata 1590-1, risalente al periodo dello Shah Abbas's. Essa collega l'angolo sud-occidentale e i muri dell'arcata di nord-ovest con le adiacenti aree cittadine, facilitando i trasporti tra zone della città altrimenti non collegate a causa della presenza della moschea. Una grande porta monumentale, non più utilizzata al giorno d'oggi, è situata a nord, aprendosi nel muro nord-orientale della cupola settentrionale. Essa risale al 1366 e reca iscrizioni dalla Sūra 76 del Corano, descrivente la vita eterna. È allineata con l'asse est-ovest, a differenza di altri elementi architettonici della moschea. La quarta porta, nel segmento nord-orientale, anch'essa non più in uso, è decorata con mattoncini invece che con piastrelle, come lo sono le altre tre porte. Un'iscrizione coranica sulla porta, descrivente le modalità di sconsacrazione di una moschea, reca anche l'informazione che l'edificio fu restaurato dopo un incendio nel 1121-2.
Il bazar coperto con la sua intensa attività commerciale collega il nuovo centro safavide rappresentato dalla maydan alla moschea del Venerdì. Il traffico pedonale scorre attraverso il portale settentrionale.

### Il cortile
Tutt'intorno vi sono 4 iwan contrapposti, mentre i portici del piano superiore che circondano il cortile sono del XV secolo. Come si è detto in precedenza il cortile è racchiuso da un'arcata su due livelli, sorta di fondale bidimensionale, decorata con piastrelle smaltate che formano disegni floreali e geometrici in diverse tonalità di blu, in bianco e in giallo. Gli archi sono disposti simmetricamente attorno ai quattro iwan posti al centro di ciascuno dei muri e si uniformano alla loro altezze, con l'eccezione delle campate che fiancheggiano l'iwan orientale, più alte. Un'ulteriore differenza è data dalla presenza di un ingresso monumentale, alto quanto due piani, che si apre nella sezione settentrionale dell'arcata occidentale, delimitando l'area della moschea invernale. Nonostante le ingenti modifiche apportate alla struttura nel corso dei secoli, essa conserva un'unità strutturale, decorativa, cromatica e di materiali. I quattro rialzi del cortile non sono solamente degli schermi, ma comprendono anche vie di transito tra le diverse aree sacre dell'edificio e degli spazi cittadini.

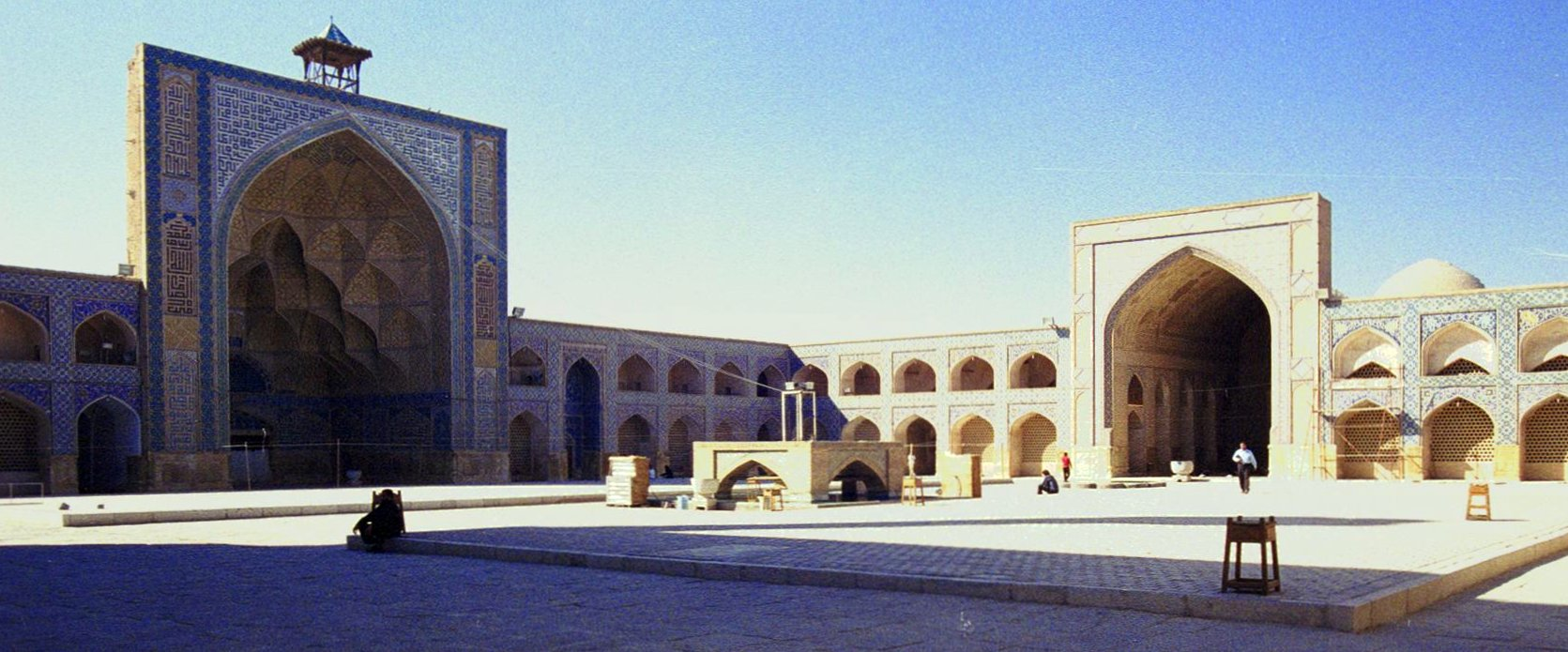
Veduta del cortile interno con il maazeneh al centro. Sullo sfondo a sinistra l'iwan occidentale e a destra quello settentrionale.

### Le cupole

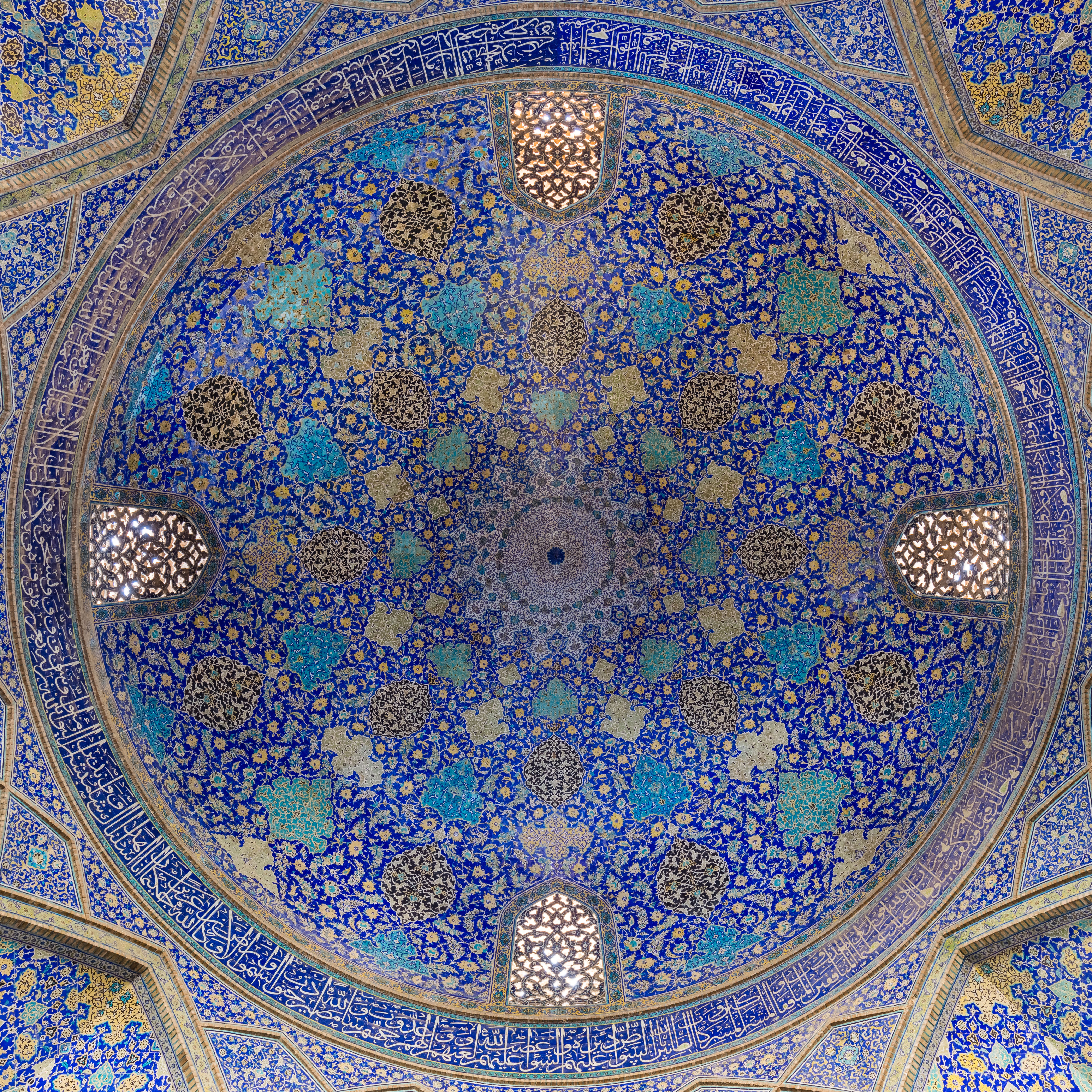
Vista dall'interno di una delle cupole

Le due cupole hanno diverse tipologie di decorazioni. In quella meridionale sono rintracciabili ancora tracce di ornamenti in stucco, mentre la cupola settentrionale è prevalentemente decorata da disegni integrati nella struttura, costituiti da mattoncini. I loro diversi gradi di rilievo e le disposizioni creano una vasta gamma di disegni. Questo linguaggio decorativo manca nella cupola meridionale, costruita su una struttura preesistente, rendendo impossibile l'unificazione dei principi decorativi. L'incongruenza tra vecchio e nuovo è evidente anche a livello strutturale, confrontando la massiccia struttura originaria, con pilastri doppi e archi a curvature diverse con la nuova concezione costruttiva, decisamente più leggera. Una sorprendente descrizione letteraria di questo contrasto ci è stata lasciata dal viaggiatore e scrittore Robert Byron (1905-1941) con il suo libro del 1937 "La via per l'Oxiana".
(Robert Byron)

#### La cupola meridionale (maqsura)
Come parte del processo di ricostruzione della moschea danneggiata, Nizam al-Mulk, visir di Abu al-Fath Malik Shah ordinò nel 1086 la costruzione di una sala con cupola (avente lati di 15 metri e un'elevazione di 30 metri) nell'ala di sud-ovest. Tale ambiente fu progettato dall'architetto Abul Fath, a cui alcuni storici attribuiscono entrambe le cupole presenti nella moschea. Due iscrizioni, poste sul tamburo della cupola, menzionano Abu Malik Shah e Nizam al-Mulk. La cupola, rinforzata da nervature, poggia su delle muqarnas, a loro volta sostenute da un muro portante e da otto pilastri, appartenenti alla vecchia moschea. Gli storici hanno dibattuto, a proposito di questa sala, circa la possibilità che essa fosse stata eretta su una preesistente area ipostila (basando queste affermazioni su ricerche archeologiche condotte in loco). Questa maqsura divenne il prototipo di diverse moschee successive, come quelle di Ardestan, Qazvin e Zavareh.

#### La cupola settentrionale

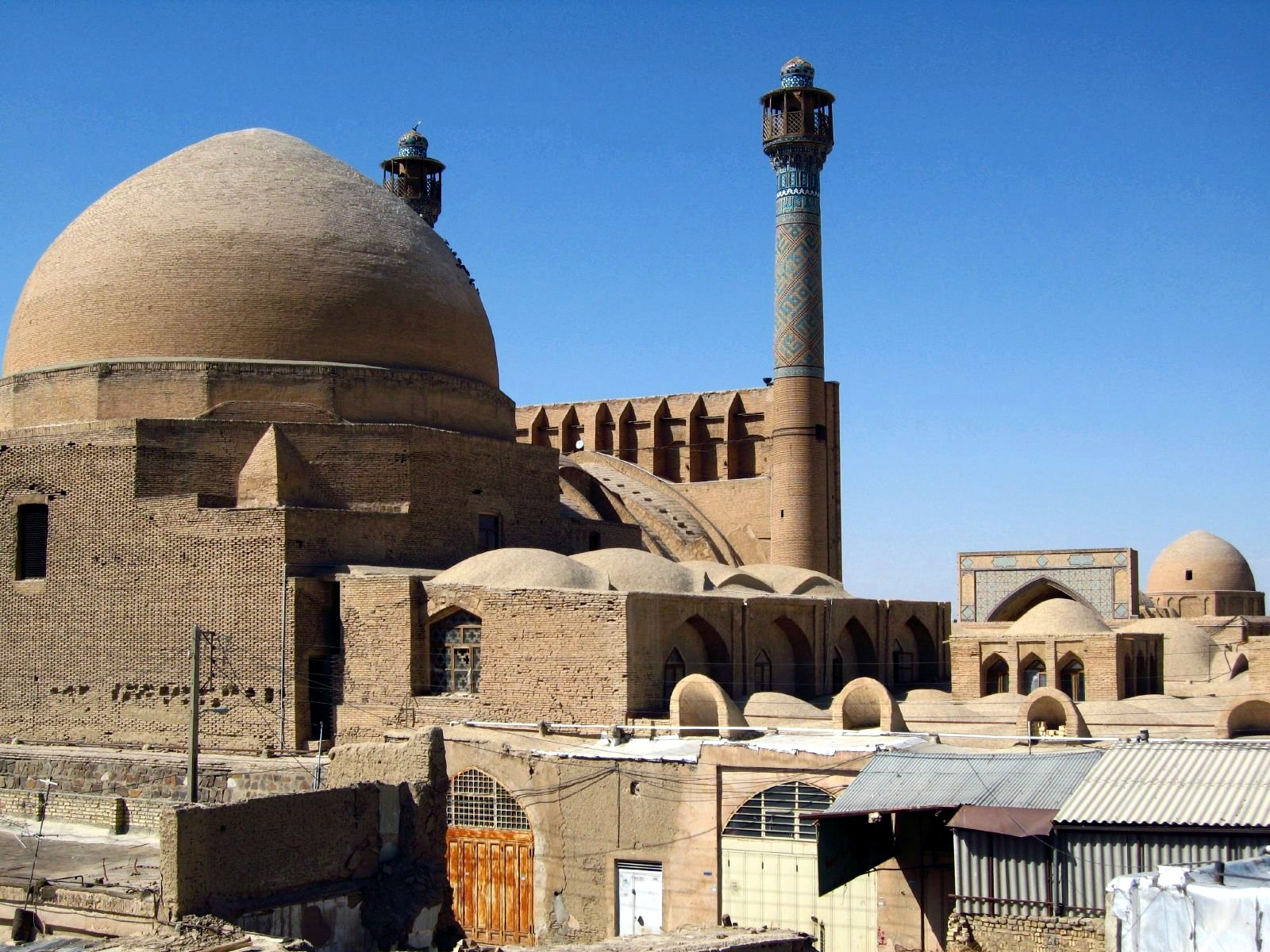
Cupola meridionale e sullo sfondo quella settentrionale della moschea

Commissionata da Taj al-Mulk (successore di Nizam e principale consigliere della madre di Malik Shah), la cupola di nord-est fu costruita nel 1088-9 per conto di Terken Khatun (moglie di Malik Shah I e figlia del sultano Tamghach Khan). A causa della posizione distaccata della struttura dal resto del complesso è stato ipotizzato che l'area venisse utilizzata come spazio privato di preghiera, zona riservata alle donne o anche come biblioteca. Di dimensioni più contenute e collocata sullo stesso asse longitudinale della cupola meridionale, la cupola settentrionale poggia su piloni disposti a formare uno spazio quadrato, con una zona ottagonale di transizione sormontata da quattro volte. Al di sopra delle volte troviamo sedici archi (quattro per lato) che sostengono il tamburo della cupola. Quest'ultimo presenta alla base iscrizioni religiose. Dieci doppie nervature ascendono dal tamburo della cupola inscrivendo un pentagono. Questa componente architettonica è considerata dagli storici dell'architettura un tentativo di Taj al-Mulk di costruire una cupola più alta di quella del suo rivale Nizam al-Mulk, quella meridionale. La cupola presenta ingressi sul lato sud e ovest. Nell'interno vi sono versetti coranici, composti disponendo piastrelle colorate.
Gli storici dell'architettura hanno tratteggiato paragoni, relativamente alla struttura e alla decorazione, tra la cupola meridionale opera di Nizam al-Mulk, e la successiva cupola settentrionale, chiamata anche Gunbad-e Khaki, costruita da Taj al-Mulk. La cupola settentrionale è un'epitome di perfezione matematica, resa evidente dall'armonia delle sue suddivisioni orizzontali e verticali e raggiunta attraverso una precisa gerarchia nella disposizione delle sue componenti, basata sulla sezione aurea. La sua perfezione architettonica l'ha portata a resistere ai molteplici terremoti succedutisi nel corso di oltre 900 anni.
Molti storici dell'architettura trovano parallelismi tra questa architettura e quella Alto-gotica francese.

### Gli iwan

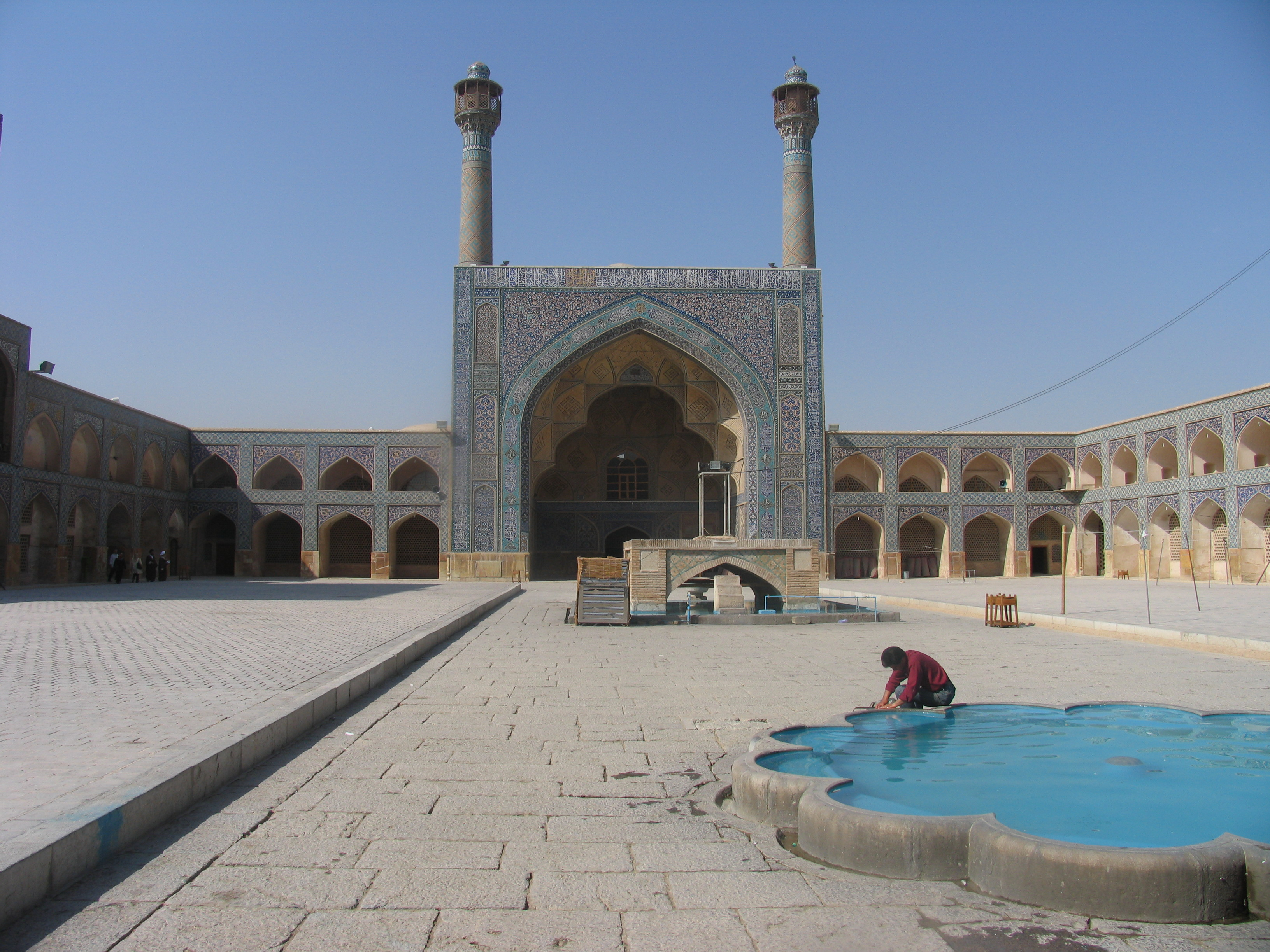
L'iwan meridionale con i due minareti
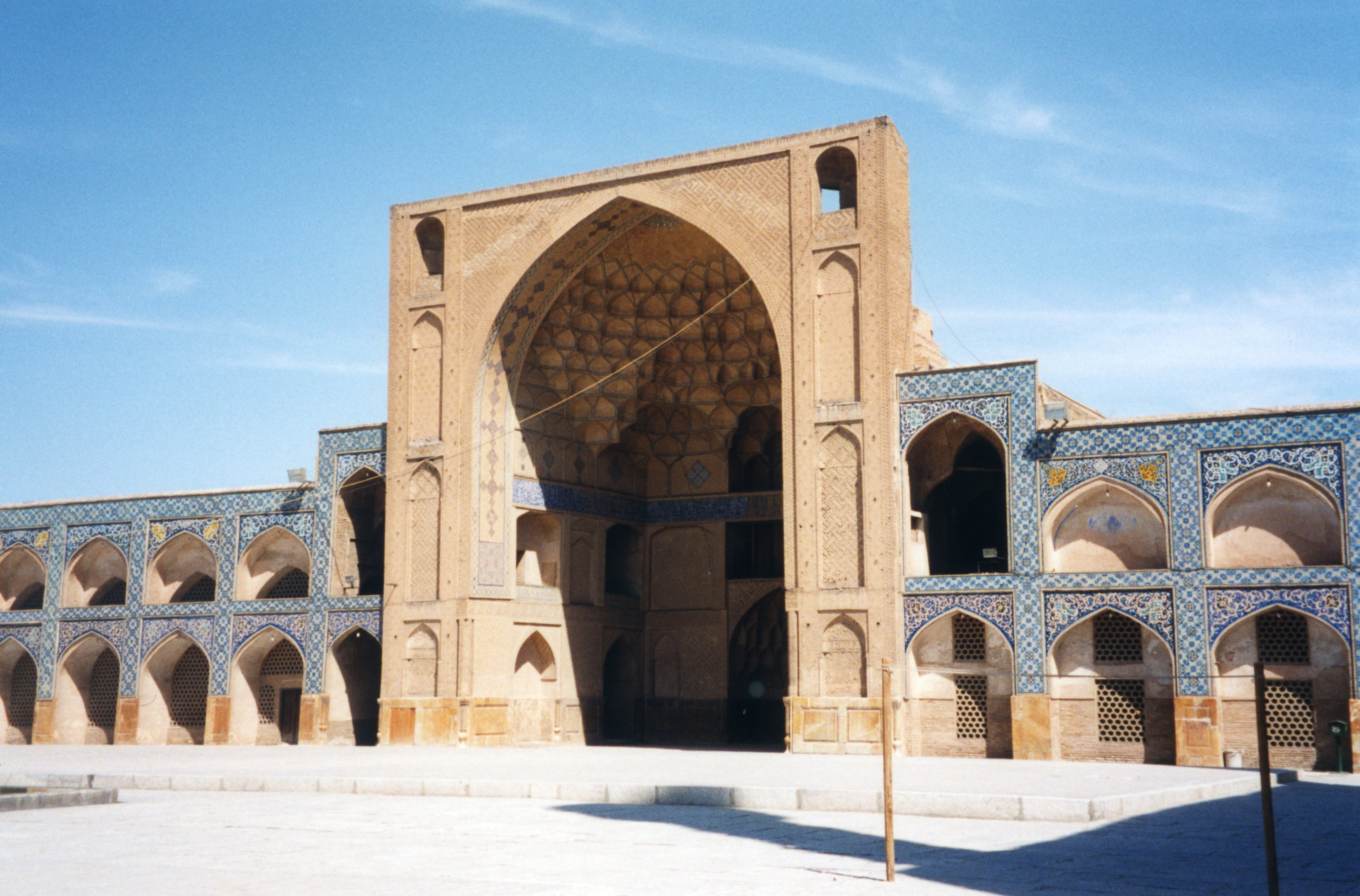
L'iwan orientale
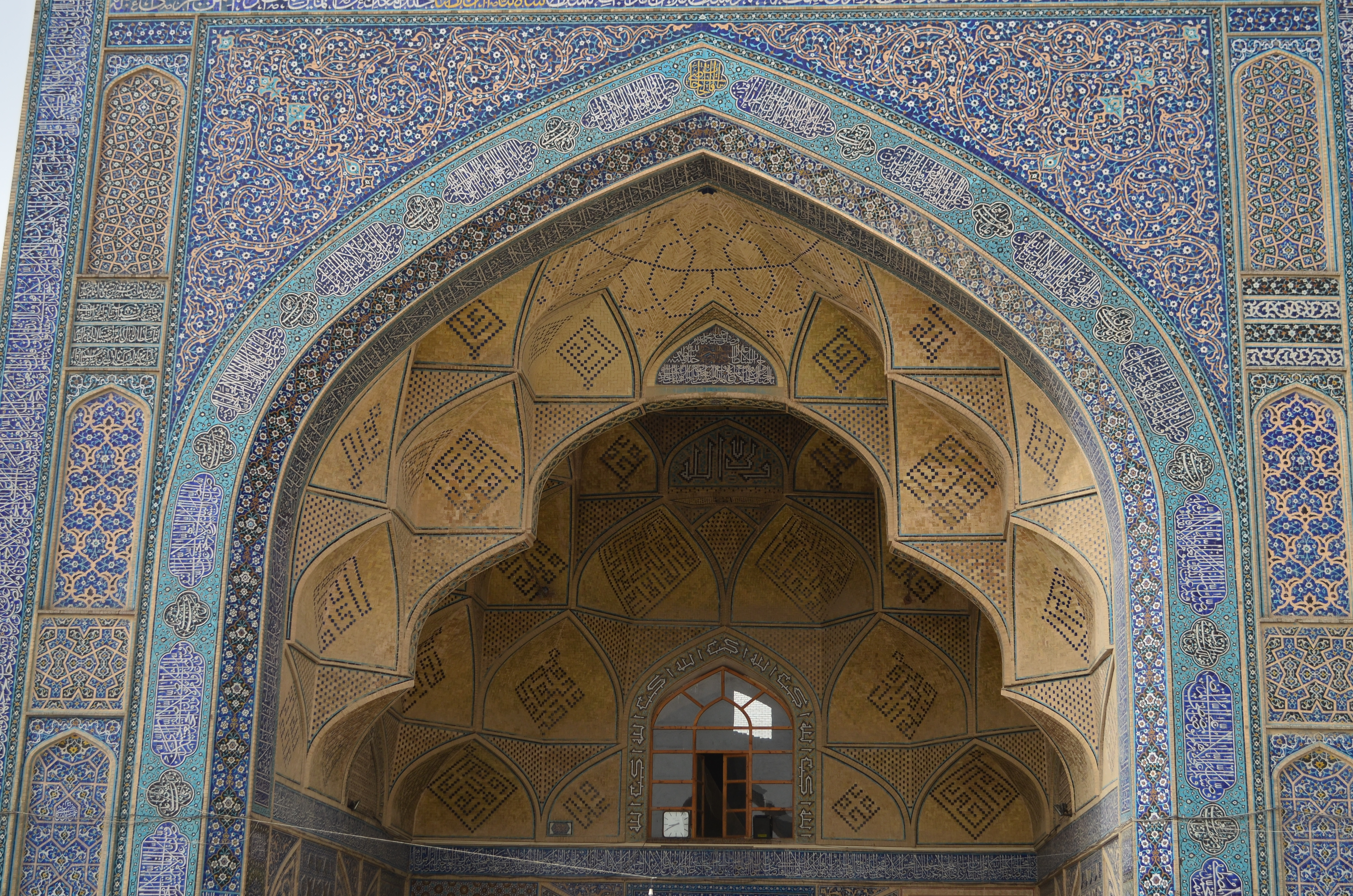
L'iwan settentrionale
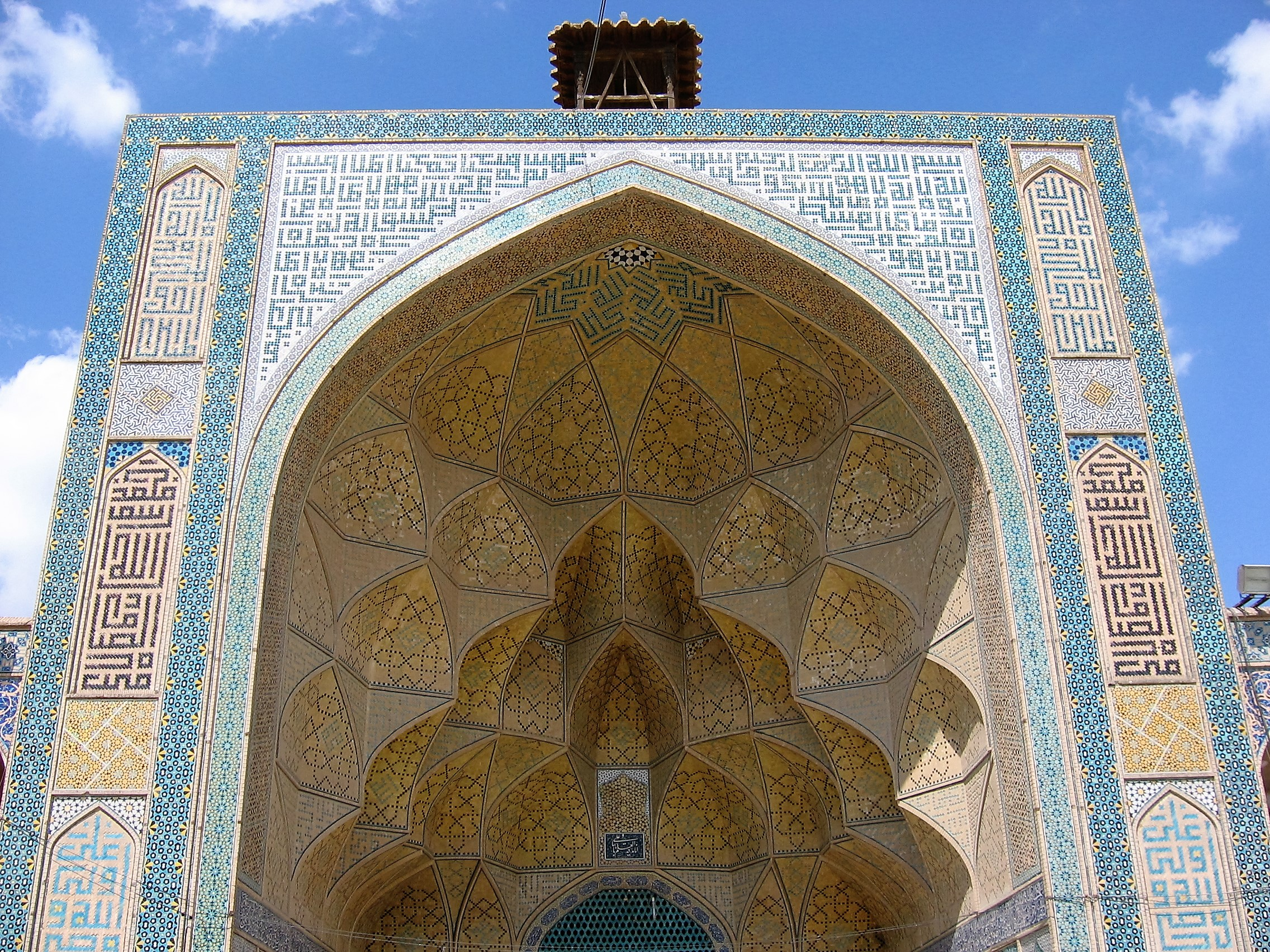
L'iwan occidentale

I quattro iwan non sono tutti di uguale importanza e tale fatto è reso evidente dalle loro diverse dimensioni, strutture e decorazioni. Gli iwan orientale e occidentale sono costruiti con tecniche analoghe e nello stesso periodo, presentano elementi architettonici tardo-safavidi. Essi hanno nomi che testimoniano la loro funzione. L'iwan occidentale è chiamato "seggio del maestro" (ustadh), quello orientale "seggio dell'allievo" (shagird) essendo stati costruiti da maestro e allievo.

#### L'iwan meridionale

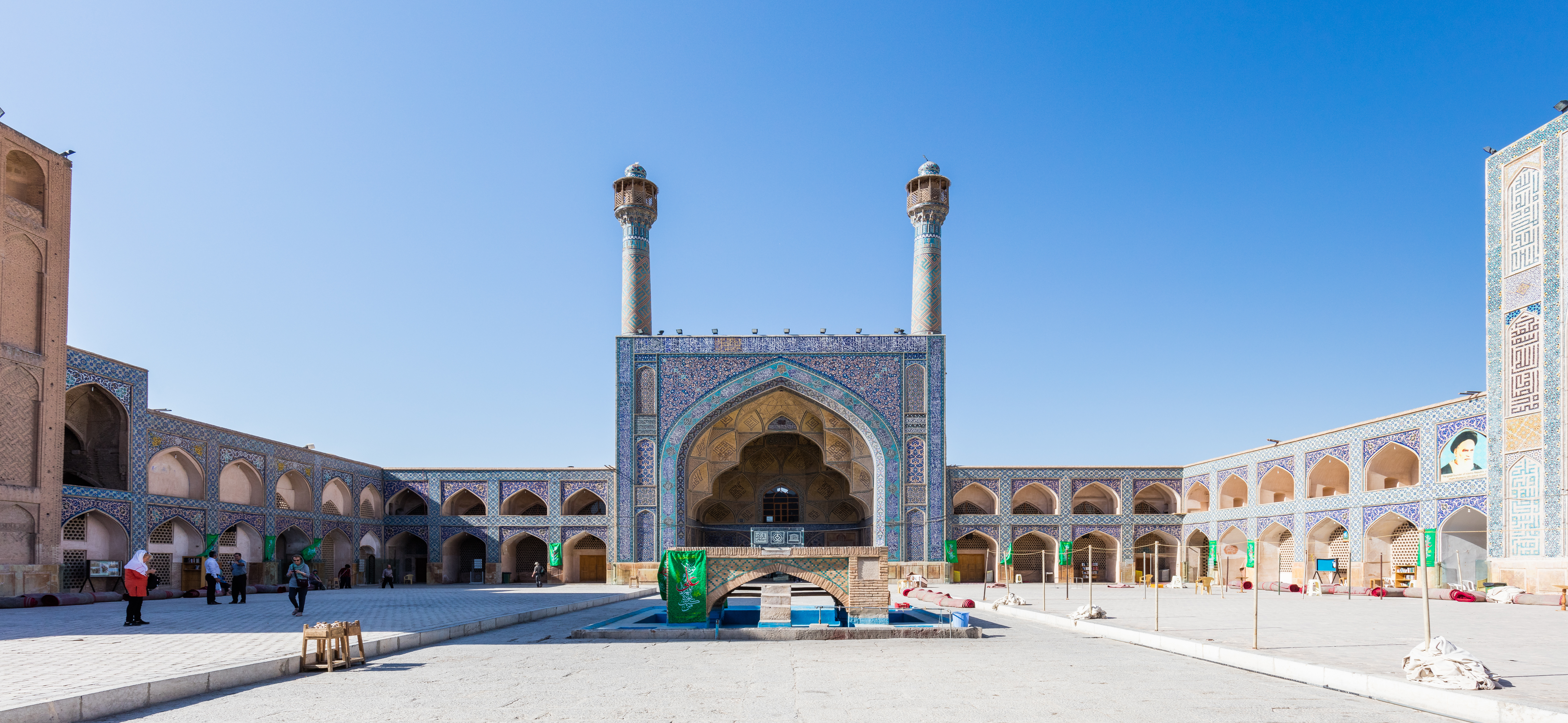
L'iwan meridionale

Precede la sala con cupola con un miḥrāb, è indubbiamente il più importante dei quattro. È fiancheggiato da due torri e viene utilizzato visivamente per enfatizzare la vastità degli spazi vuoti del santuario, contrapponendosi alla maqsura. Colloquialmente viene chiamato sofe-e saheb ovvero "il luogo superiore del signore".
Le iscrizioni poste sul miḥrāb risalgono principalmente al periodo dello Shah Tahmasp I e dello Shah Abbas II. Vi è anche una menzione a Uzun Hassan, capo della dinastia Ak Koyunlu, risalente al 1475-76. Le iscrizioni sono accomunate da concetti ricorrenti: ta'mir (restaurare) e taz'yin (decorare) e mostrano come l'edificio sia stato oggetto di numerose trasformazioni nel tempo. Altre scritte, del XVII e XVIII secolo, sono estratti dal Corano. Il soffitto dell'iwan risale al XV secolo, mentre le sue mura sono state restaurate in età safavide. Al di sotto dell'iwan sono state trovate colonne e basamenti della moschea originaria. Le muqarnas sono di epoca mongola mentre i mosaici sulle pareti e sui minareti sono del XV secolo.
L'iwan di orientale presenta motivi geometrici realizzati con piastrelle di epoca safavide. Ciascuna faccia delle unità del muqarnas è decorata con pezzi molto piccoli di piastrelle smaltate con punti e linee in blu scuro, che formano un arabesco geometrico di maggiori dimensioni che inscrive un elemento epigrafico di colore blu più tenue.

#### L'iwan occidentale
L'iwan occidentale venne costruito dai selgiuchidi e decorato dai safavidi. Venne poi completamente restaurato tra il 1940 e il 1950. Esso comprende una serie di muqarnas fatte di mattoncini, orlate da linee smaltate blu scuro. Ciascun blocco di muqarnas elevandosi termina con un elemento in forma di stella, che inscrive al suo interno arabeschi geometrici in blu scuro. Orizzontalmente ai tre muri dell'iwan corre una banda di mattonelle smaltate di colore giallo e bianco con fondali in blu scuro che reca iscrizioni.

#### L'iwan settentrionale
È caratterizzato da iscrizioni cufiche del periodo selgiuchide e all'interno da colonne di mattoni. Dietro vi è una sala di preghiera.

### Le stanze di preghiera

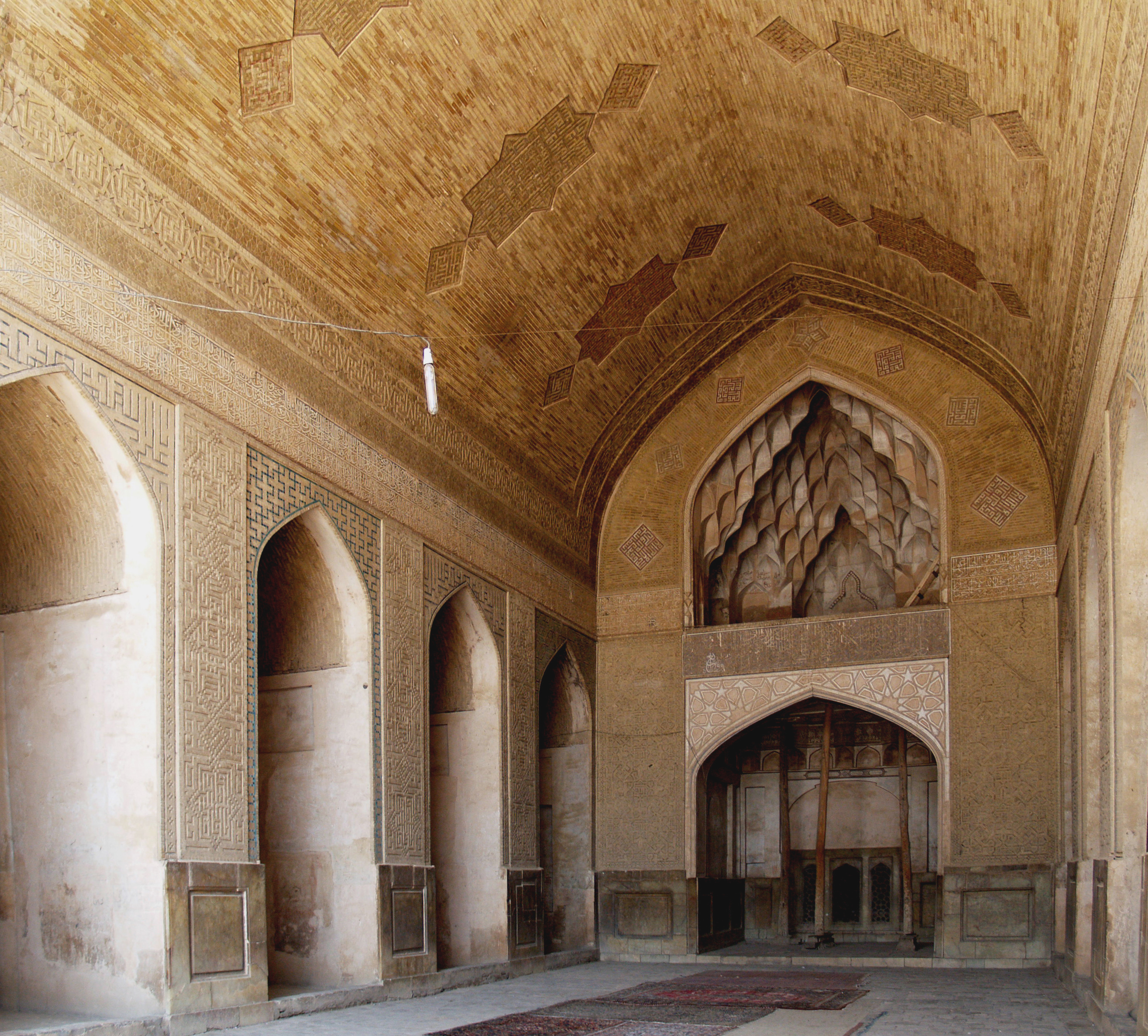
Sala di preghiera dell'iwan settentrionale

Le aree coperte che si estendono tra i quattro iwan sono sale ipostile comprendenti una serie di piccole cupole, costruite verso il XII secolo. I piloni di sostegno di queste sale differiscono tra di loro in forma e grandezza, dal momento che furono aggiunti in periodi diversi. Troviamo anche una serie di volte aperte e chiuse di varie forme e disposizioni. Le volte aperte determinano spazi illuminati, in contrasto con quelli bui. Le volte chiuse in laterizi presentano una sostanziale innovazione strutturale e in molti casi includono volte a vela simili a quelle della Grande Moschea di Cordova. La diversa disposizione dei motivi geometrici dei laterizi, alcuni esagonali, alcuni ottagonali o decagonali non è solo frutto di una scelta derivante da motivazioni meramente strutturali, ma presenta un significato religioso, correlato al misticismo Sufi, come suggerito da alcuni storici (es. Sayed Husein Nasr). Ci sono tre aggiunte al perimetro originale rettangolare della moschea che sono incorporate al suo interno: la madrasa muzaffaride a sud-est (22 m per 26 m), la sala di preghiera timuride (masjid) a sud-ovest (32 m per 32 m), l'ampia sala safavide ad ovest (32 m per 48 m), caratterizzate da un sistema di volte a botte che si eleva dal livello del suolo con una base avente forma simile ad un piedistallo.

#### Il mihrab
Presso la sala del Sultano Uljeitu, accanto all'iwan occidentale, si trova il miḥrāb di Uljetu, che fu edificata nel 1310 dal sovrano Ilkhanide Oljaytu. Esso si trova nella parte nord-occidentale della moschea, lungo il muro esterno dell'iwan. La costruzione presenta una complessa composizione in stucco costituita da iscrizioni tridimensionali che si fondono con intagli floreali e geometrici. L'intero miḥrāb si configura come un elemento estruso dal muro originale della moschea. Il miḥrāb è costituito da un arco esterno all'interno del quale è inscritto un arco più piccolo, la cui altezza e profondità sono pari alla metà del primo. Questi archi, incluse le loro intelaiature e colonne, prive di funzioni strutturali, sono decorate con intagli e disegni geometrici. L'intelaiatura più esterna presenta le decorazioni più raffinate. La fascia delle iscrizioni, incassandosi nel muro, si incurva nello spazio come se fossero tracciate su una superficie convessa; il fondale decorato con motivi floreali e sottilmente traforato dà l'impressione che esse galleggino nell'aria.

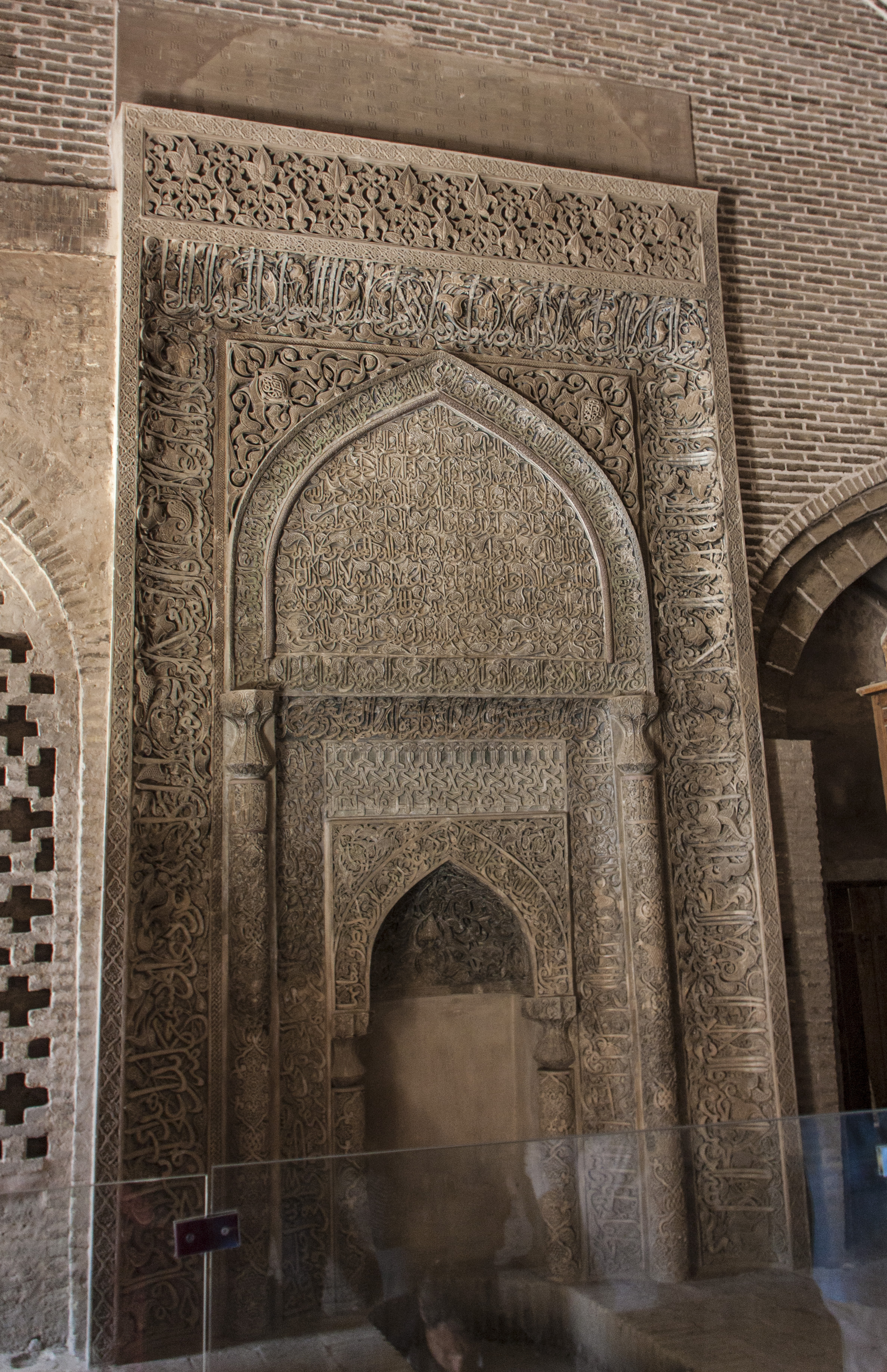
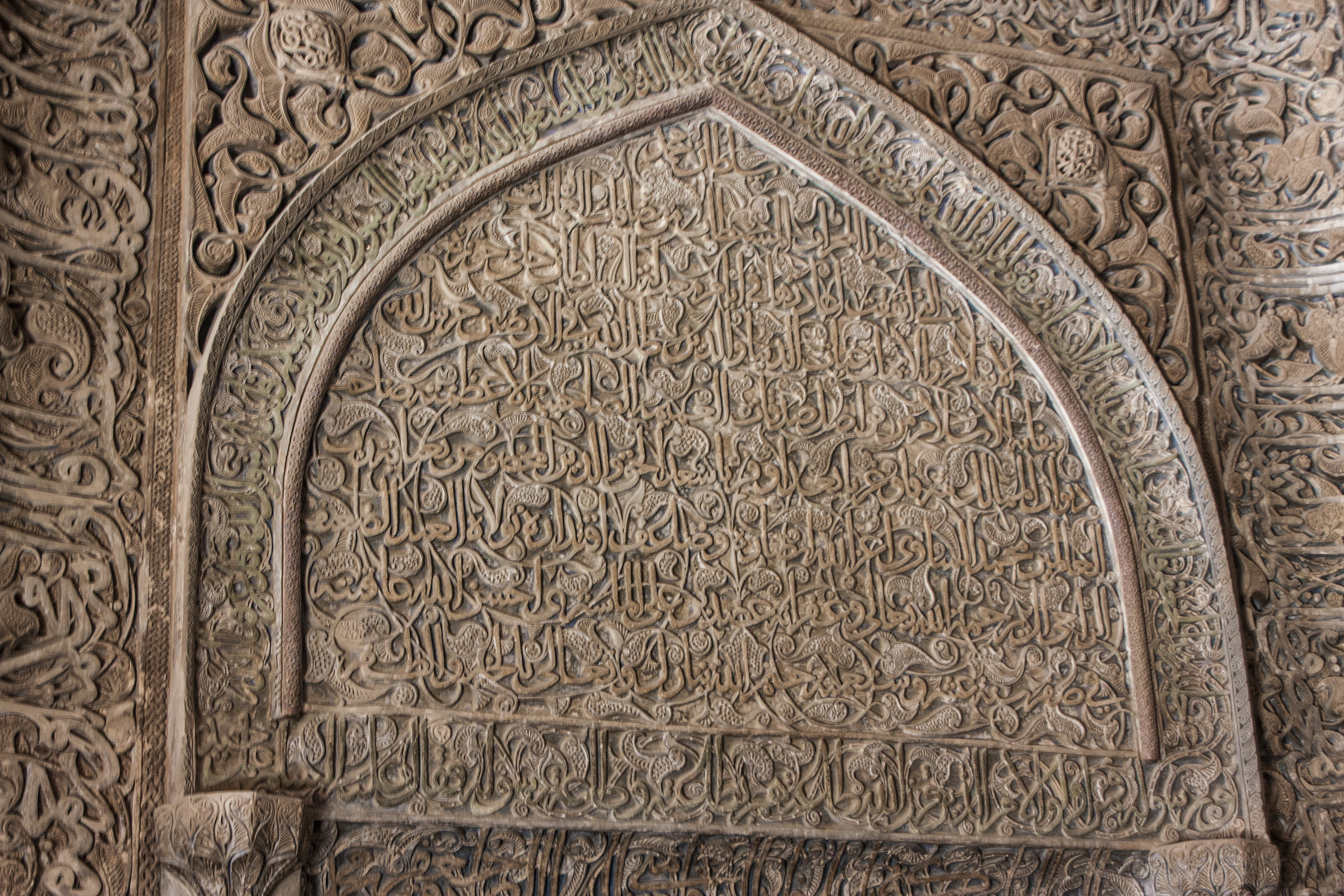
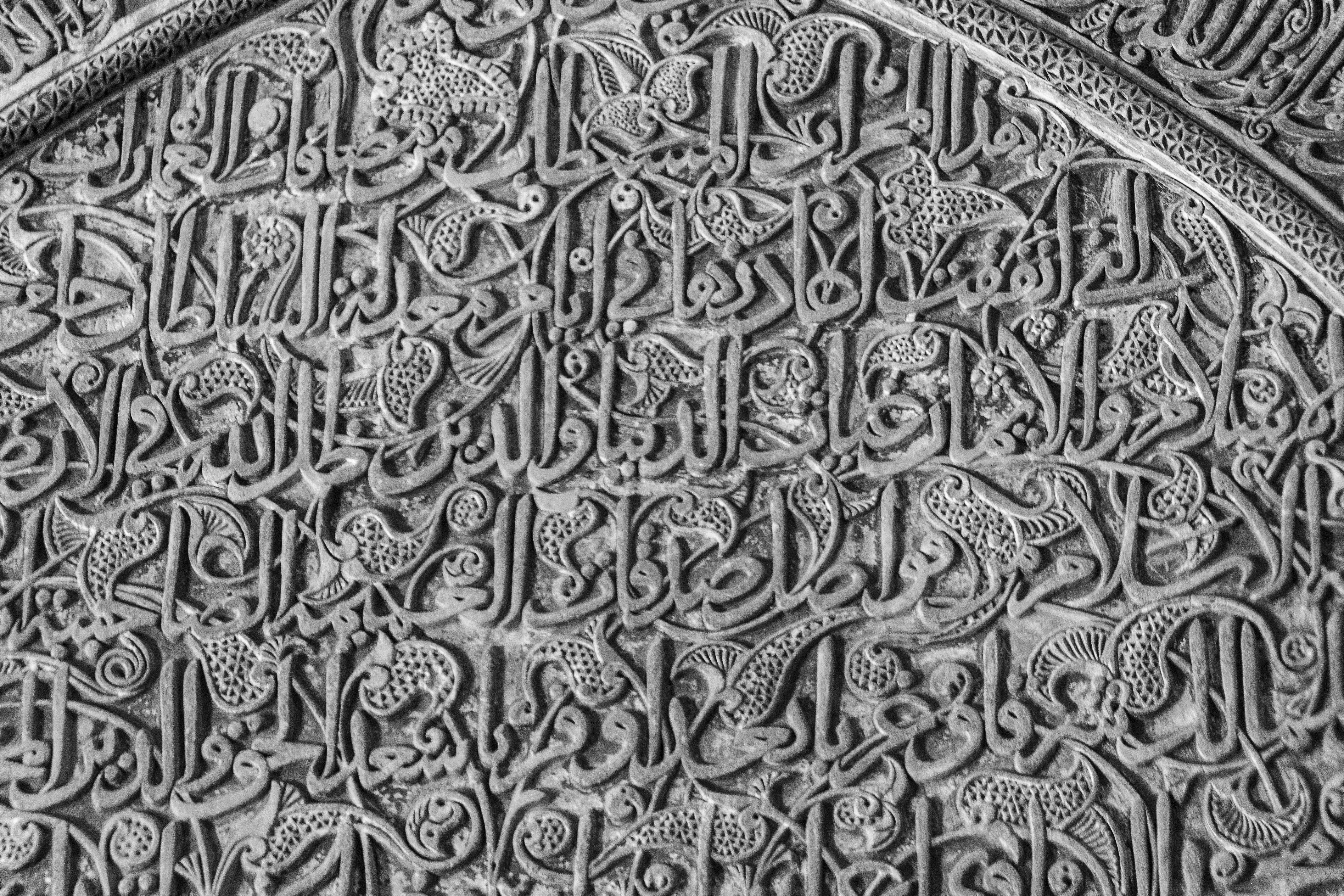
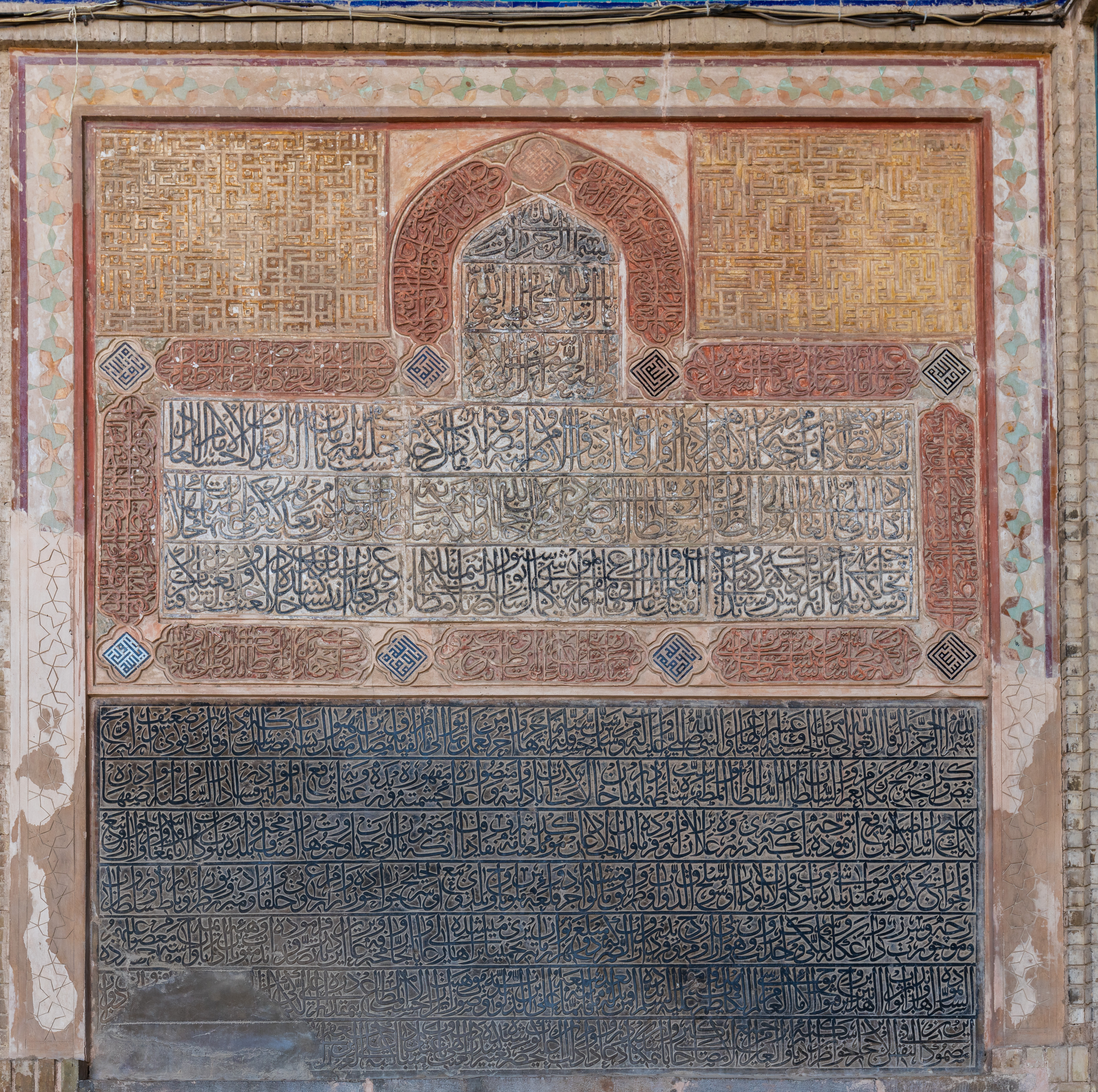

#### La madrasa muzaffaride

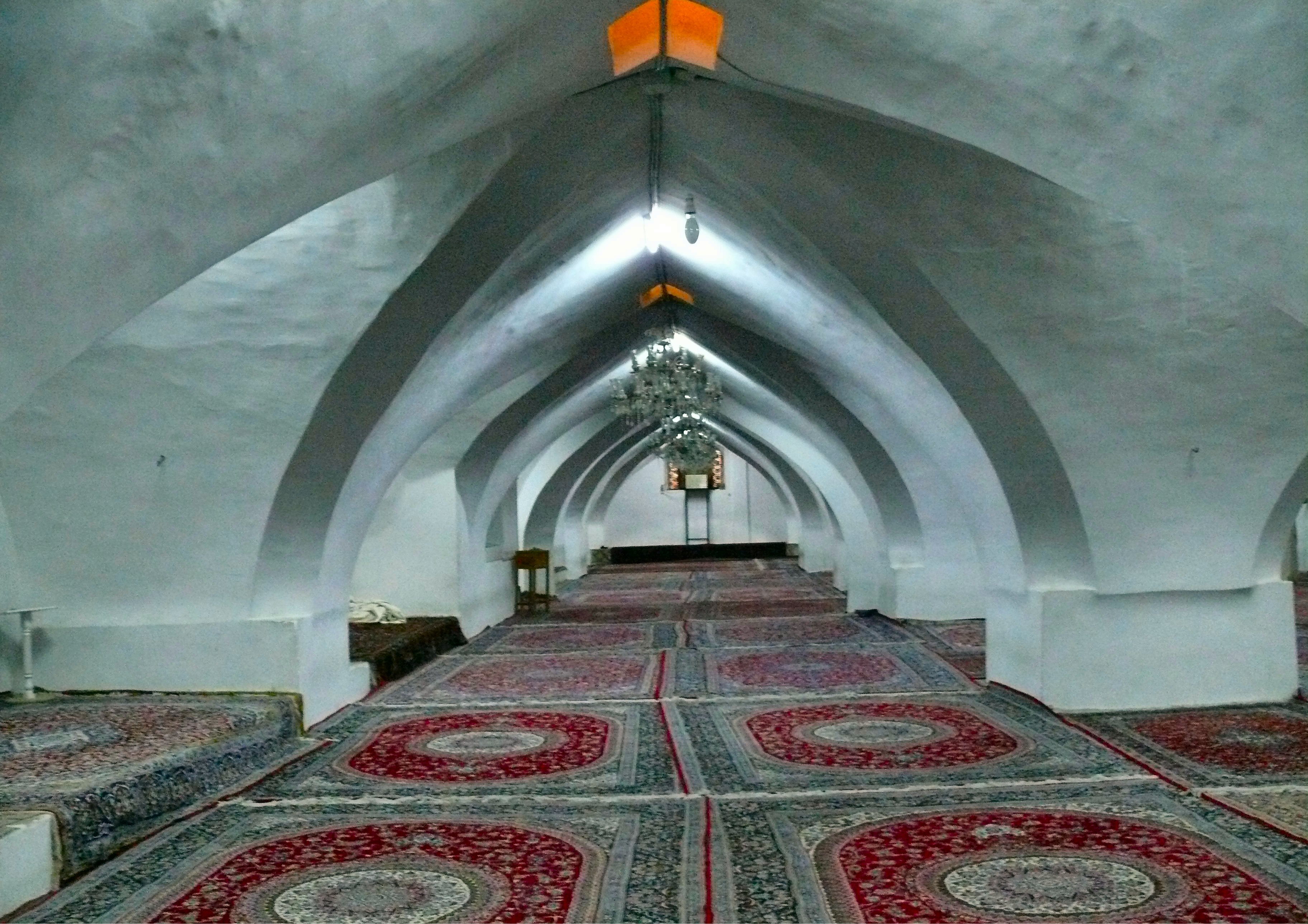
Sala di preghiera invernale

La madrasa muzaffaride, conosciuta localmente come "iwan di Umar" (Suffeh-i Umar), fu eretta nel lato di sud-est della moschea nel XIV secolo ed è particolarmente interessante sotto il profilo artistico per i suoi superbi mosaici di maiolica con disegni geometrici e floreali, paragonati dagli storici ai lavori analoghi eseguiti presso la corte timuride. Un'iscrizione sull'intradosso dell'iwan della madrasa reca il nome del sultano muzaffaride Mahmud (reg. 1358-1374), probabile patrocinatore della costruzione di questa parte della moschea. La campata centrale della qibla è sovrastata da un tiburio e comprende un miḥrāb ricoperto di mosaici con muqarnas. Mentre le piastrelle dell'hazarbaf, che presentano disegni geometrici ravvivano il tiburio dell'iwan, le muqarnas al di sopra del miḥrāb sono rivestite con maioliche in blu chiaro e scuro, bianco e nero, così come da piastrelle non smaltate.

#### Sala d'inverno

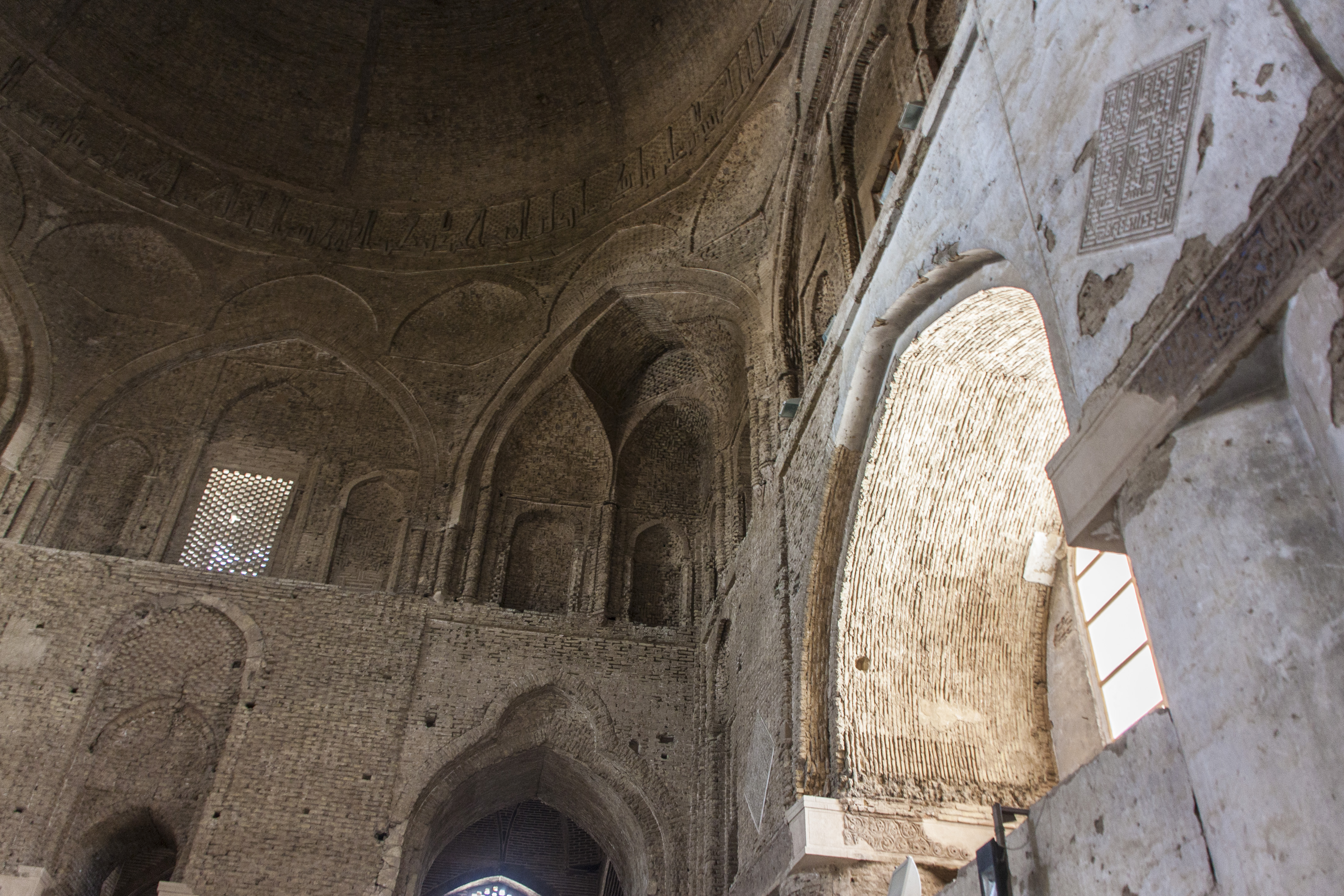
Stanza della cupola Nezam al-Molk

È un ambiente adiacente alla sala del Sultano Uljeitu ed è chiamato (Beit al-Shata). Proprio come esprime il nome è utilizzata nel periodo invernale, essendo particolarmente protetta ed è illuminata da marmi di alabatro che lasciano passare una tenue luce dal soffitto al centro delle volte, per l'intera stanza. La sala venne costruita dai timuridi nel 1448.

#### Stanza della cupola di Nezam al Molk
Questa stanza si trova a meridione rispetto all'iwan meridionale. Venne costruita sotto lo Scià Malek su ordine del ministro Nezam al Molk. Le dimensioni della stanza sono 14,30 x 14,60 m e alta approssimativamente 26,97 m. Venne costruita tra il 1086 e il 1088. Nella parte superiode sono visibili delle scritte cufiche che contengono i nomi dello scià selgiuchide Malek e di Khajeh Nezam al-Molk.

## Conclusione
Gli storici dell'architettura considerano la moschea del Venerdì di Isfahan un capolavoro della costruzione in laterizi. Simile in grandezza alle moschee della Siria e di Cordova, presenta nuovi elementi, molto apprezzabili per la loro originalità e complessità. L'amalgama delle composizioni decorative prodotto dalla varietà dei disegni dei laterizi, il lavoro meticoloso di intagliatura dello stucco, i pannelli colorati recanti motivi geometrici, floreali ed epigrafici, contribuiscono a rendere quest'edificio il rappresentante di punta dell'architettura selgiuchide.

## Galleria d'immagini

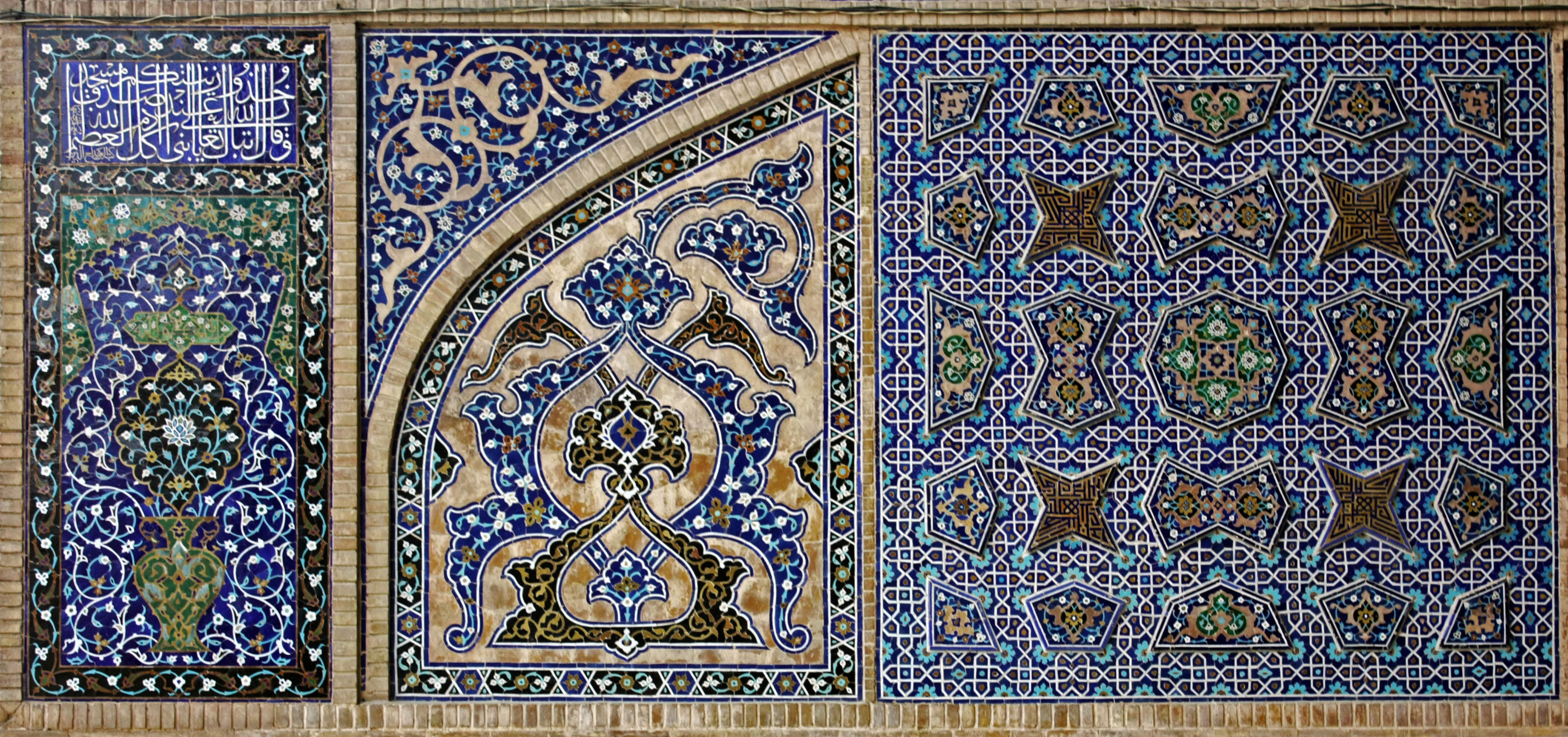
Una delle decorazioni a piastrella
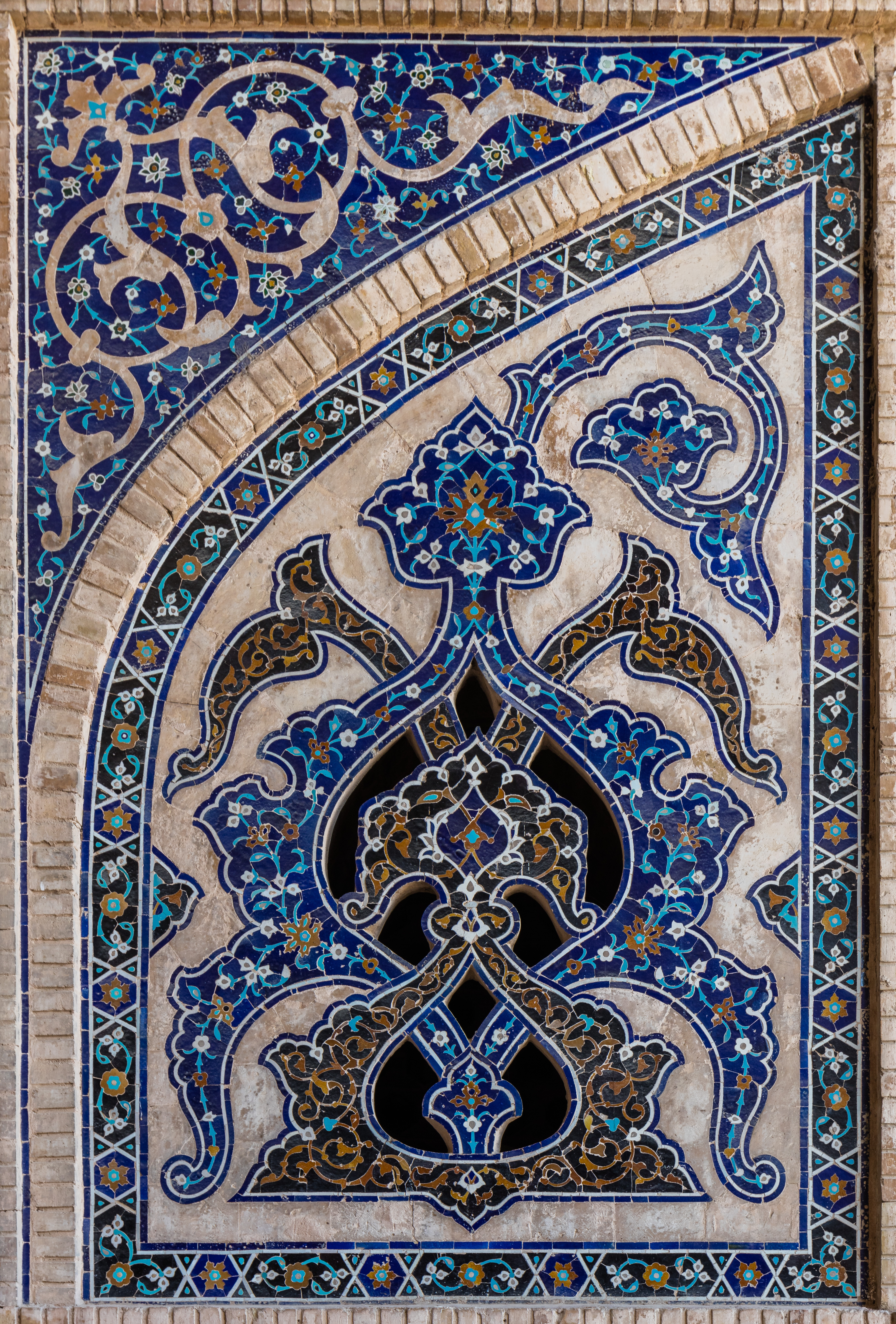
Particolare
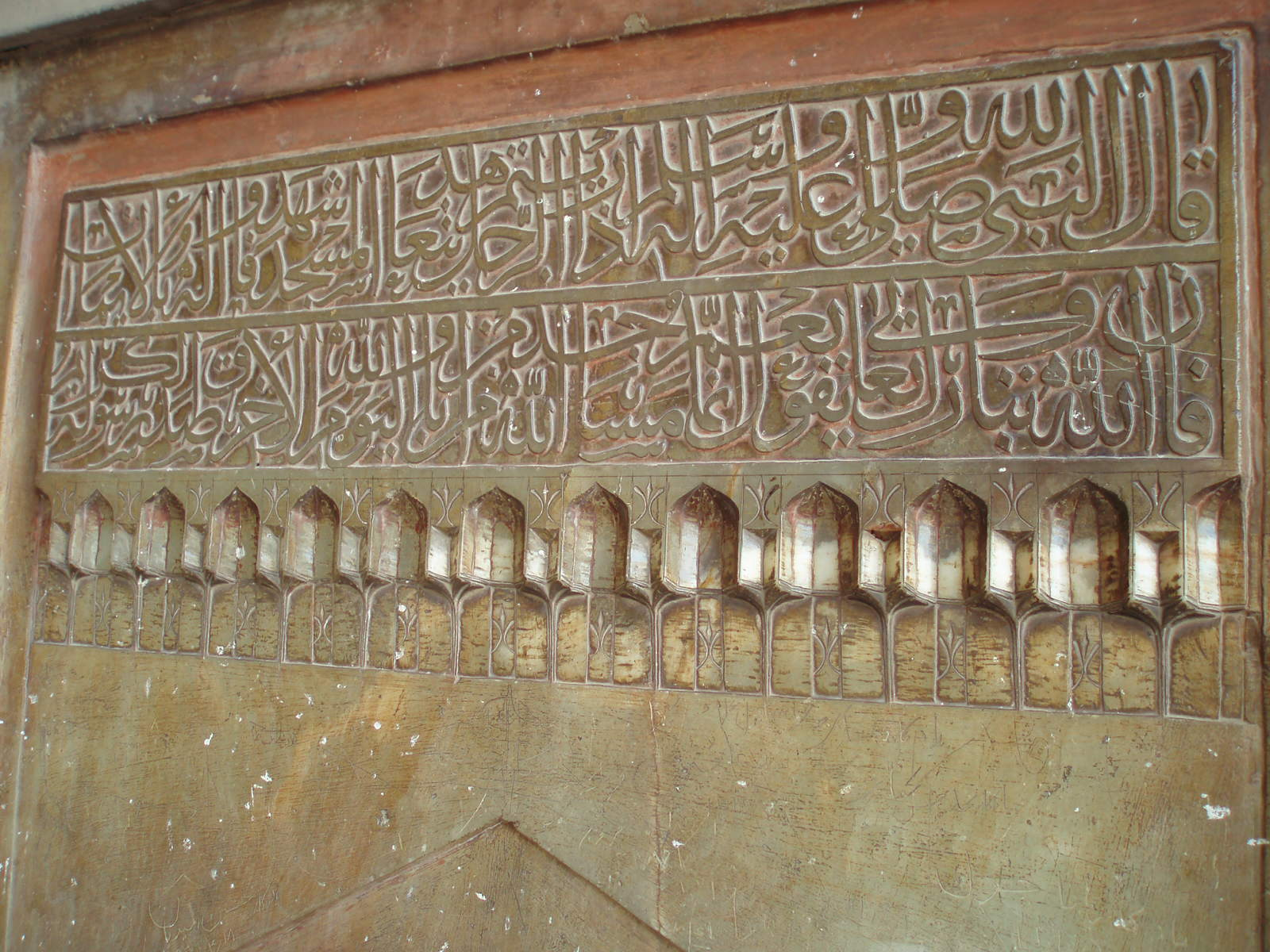
Rilievi cufici
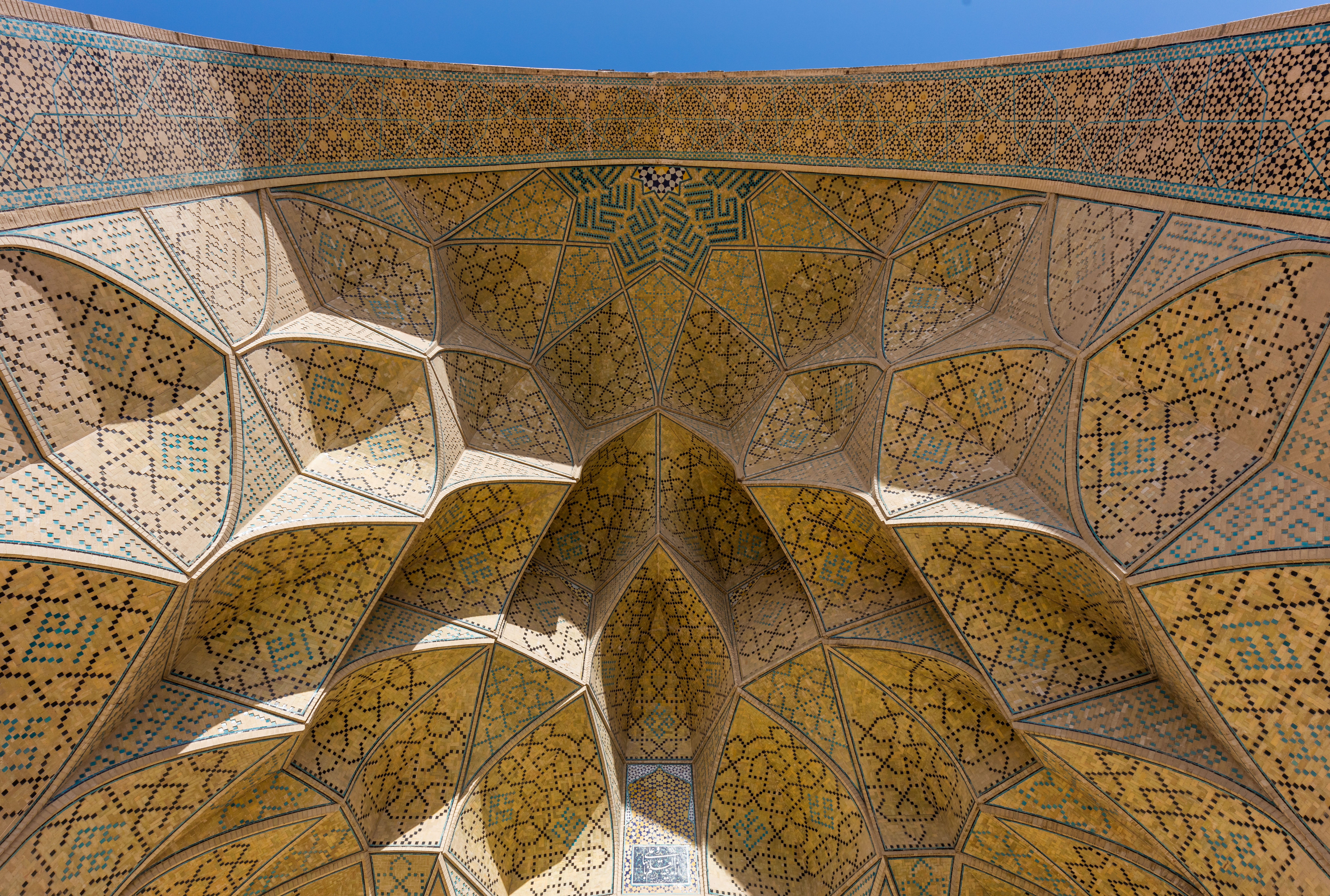
Esempio di muquarnas con costruzione calligrafica
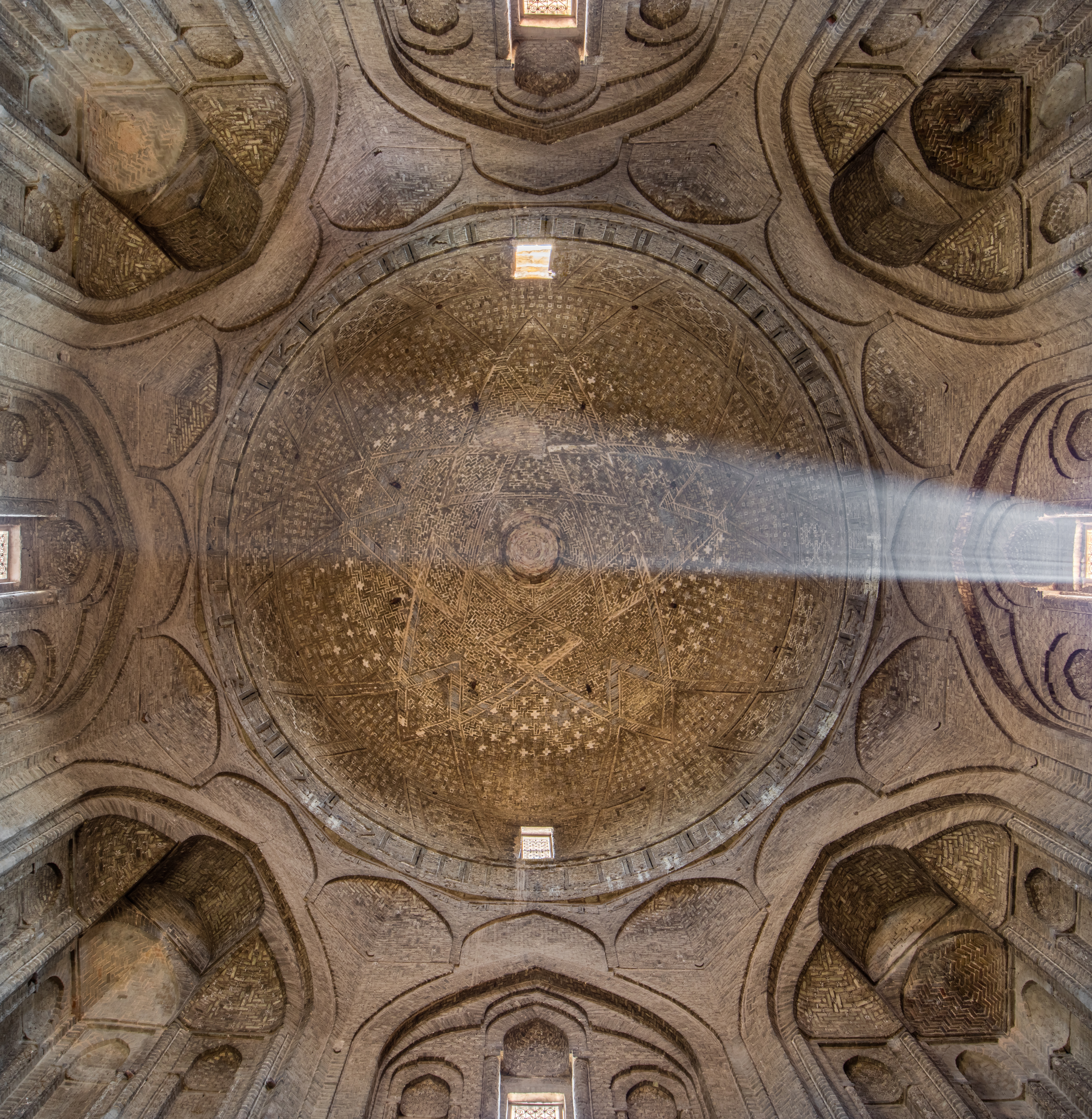
Cupola
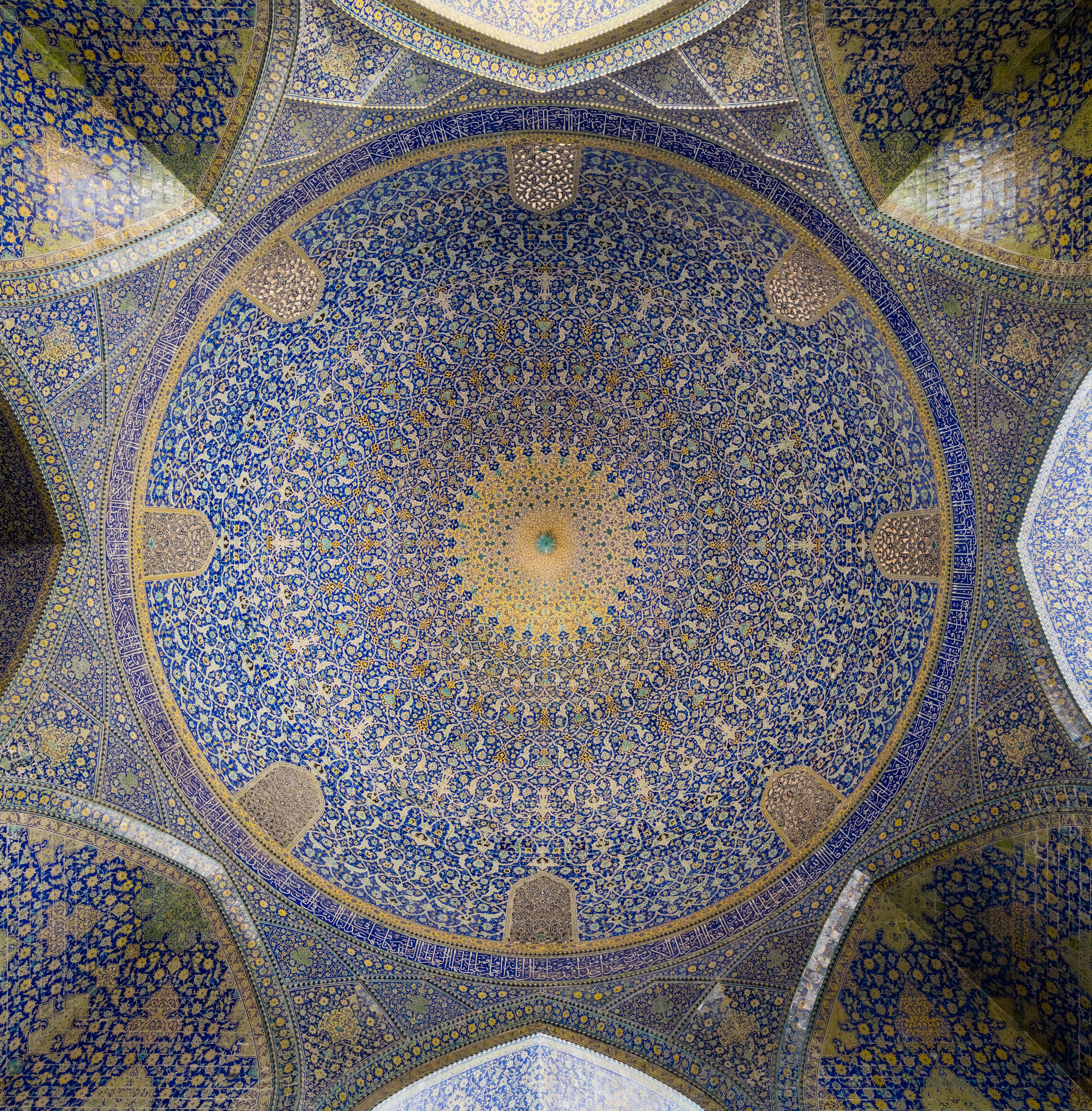
Esempio di cupola
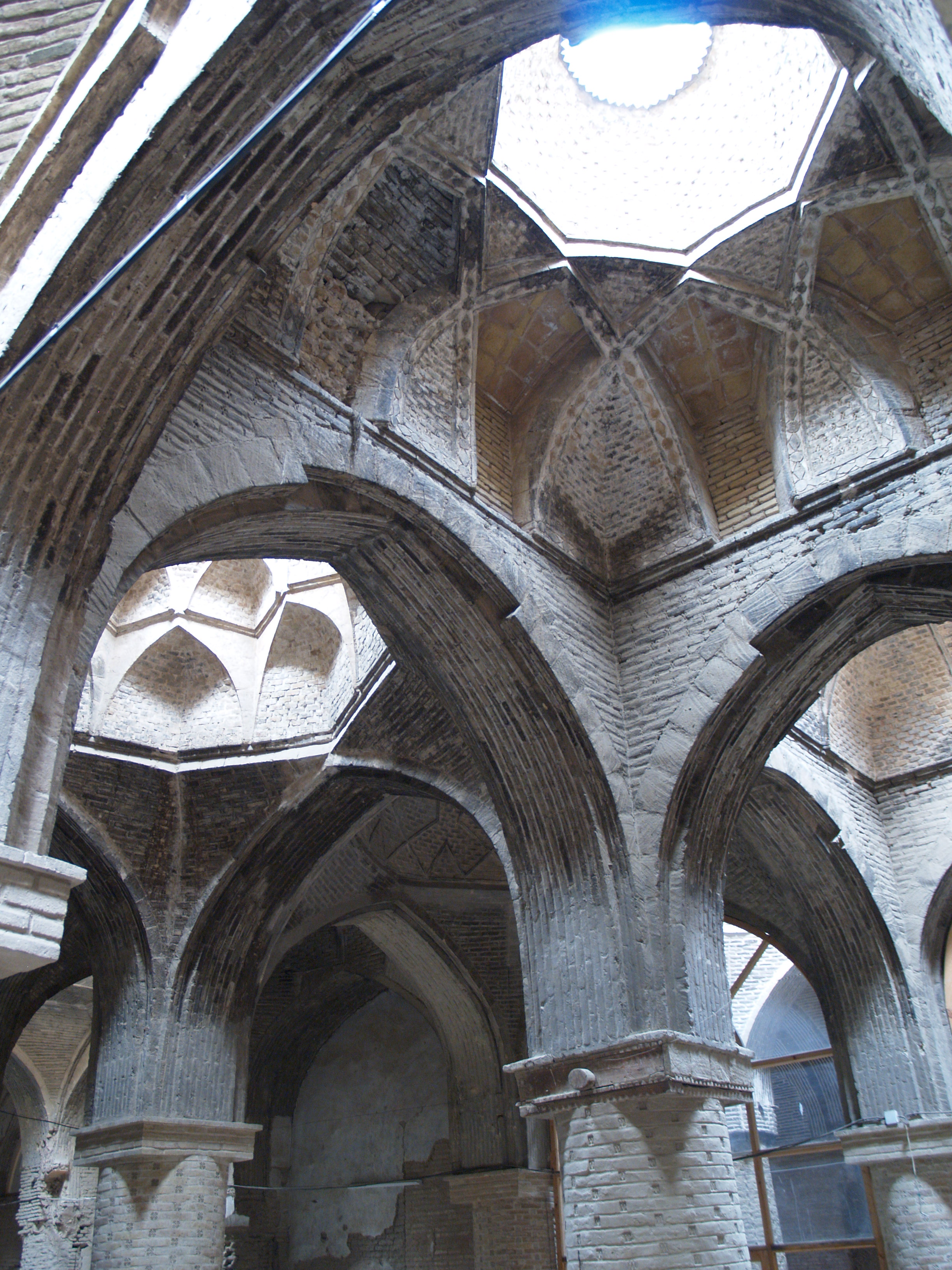
Colonne e cupole
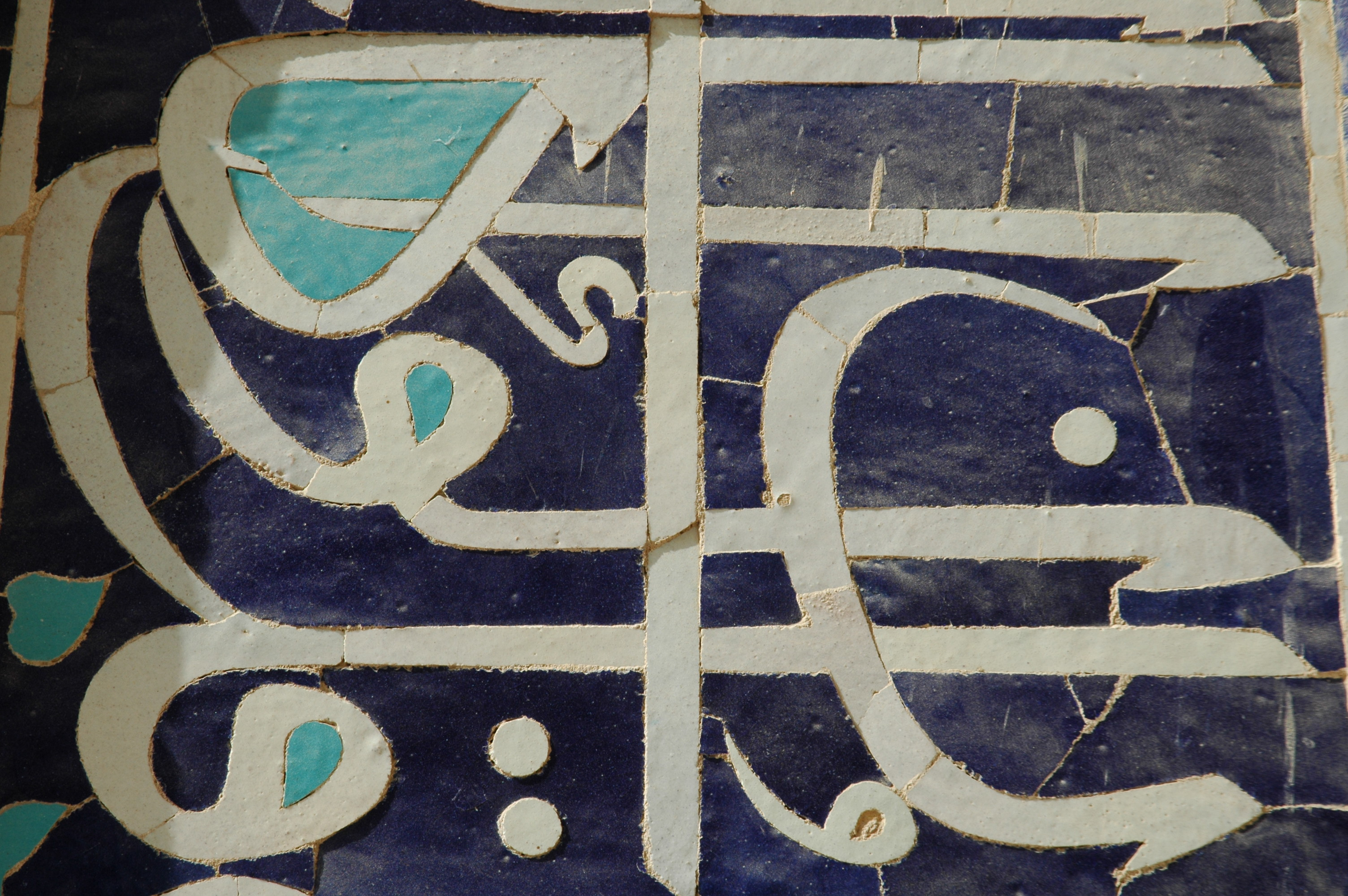
Particolare iscrizione
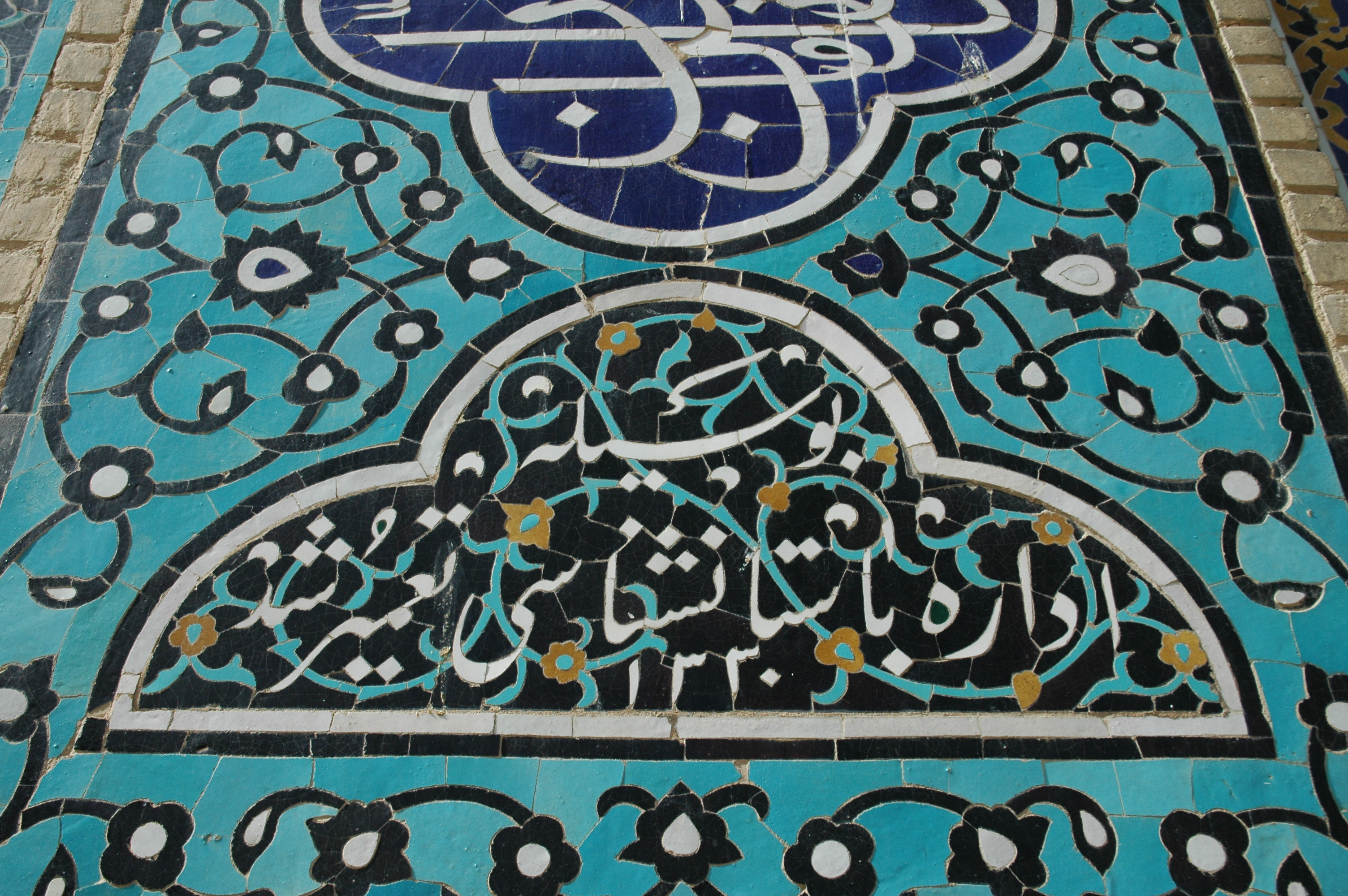
Decorazione